# Navire négrier
Pour les articles homonymes, voir Négrier.

Plans de la Marie Séraphique du capitaine Gaugy, armée par M. Gruel de Nantes pour l'Angole, avec tonneaux à flancs de cale, 307 Noirs entassés à l'entrepont et pont (1770).

Un navire négrier, ou négrier, est un bateau qui, pour une partie de son temps, transportait des captifs noirs (dits « nègres ») pour en faire des esclaves.
Dans le cadre de la traite occidentale, il s'agit de déporter des captifs africains vers les colonies européennes d'Amérique. Les navires et leurs équipages, leurs cargaisons et les capitaux de financement proviennent des quatre coins des continents européen et américain. Le transport d'esclaves constitue alors une partie du commerce triangulaire.

## Types de navires utilisés
Il n'existe pas de navire de type négrier, ni de modèle spécifique de navire de transport d’esclaves. Majoritairement, une telle embarcation n'est pas, à l'origine, conçue pour la traite humaine, et il s'agit plutôt d'un banal voilier, un navire de commerce de seconde main, déjà amorti, et ce, pour des raisons économiques : un navire neuf coûte en moyenne 50 000 livres tournois quand un navire ayant déjà servi se négocie entre 10 000 et 20 000 livres tournois. Très rares sont les navires spécialement construits pour la traite. Plus souvent, c'est un navire de commerce classique, qui, simplement, transporte une cargaison de captifs un tiers de son temps des côtes d'Afrique vers les Amériques et ce type de voyages a la réputation d'abimer plus rapidement les navires.

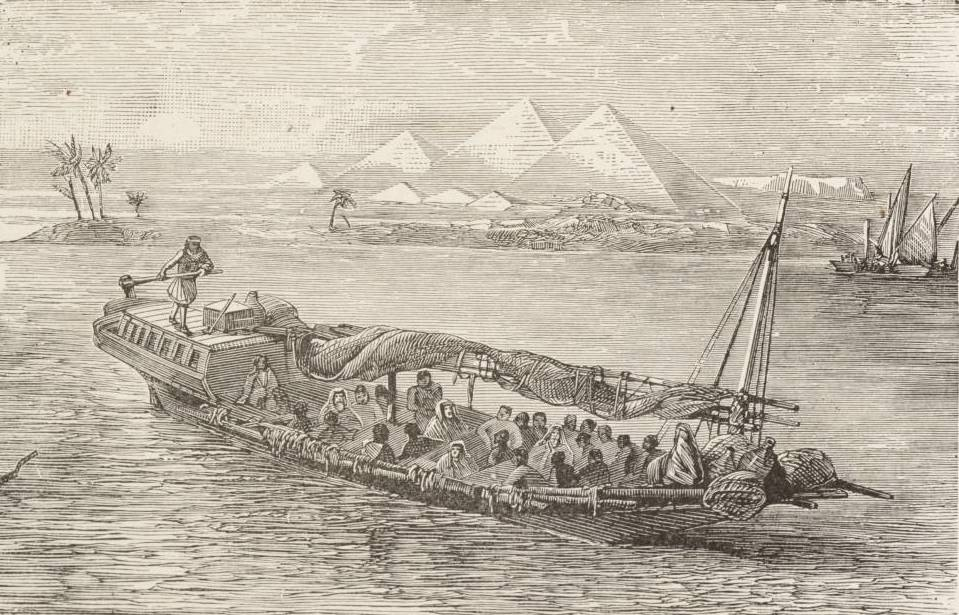
Embarcation négrière sur le Nil (Égypte, 1884).

Il y a toutes sortes de navires négriers. Leurs tailles sont généralement petites à moyennes comme pour le cas des barques, des goélettes, des bricks, des caraques mais elles peuvent être plus imposantes comme celles des flutes, des pinasses, des frégates (les plus courantes) jusqu'à d'anciens navires de guerre hors d'âge ou affrétés, ainsi que des trois-mâts ou des galions qui sont des bâtiments à grande voilure, mieux adaptés aux réalités du trafic négrier voguant en pleine mer.
Deux exemples de navires négriers français sont Le Postillon de Nantes, de 20 tonneaux, 6 hommes d'équipage, capable d'emporter 20 captifs au plus, et le Moine-Tatty de Bordeaux, 784 tonneaux. Mais en règle générale, un navire négrier sera plutôt de 120 à 150 tonneaux, de 80 à 90 pieds de long, et 25 pieds de large, 65 à 75 pieds de quille et 10 à 12 pieds de cale. Une raison pour ce choix peut être trouvée dans les conditions de navigation sur les côtes africaines : il faut pouvoir s'approcher au plus près de la côte, voire pouvoir pénétrer dans l'embouchure des fleuves où s'effectuent les achats.
À la fin du XVIIIe siècle, l'armateur de Nantes, Vial du Clairbois, déclare qu'il faut entre 300 et 400 tonneaux, 10 pieds de cale et 4 pieds 4 pouces entre ponts pour un négrier idéal.

### Amélioration des navires

Entassement dans les navires négriers (1830).

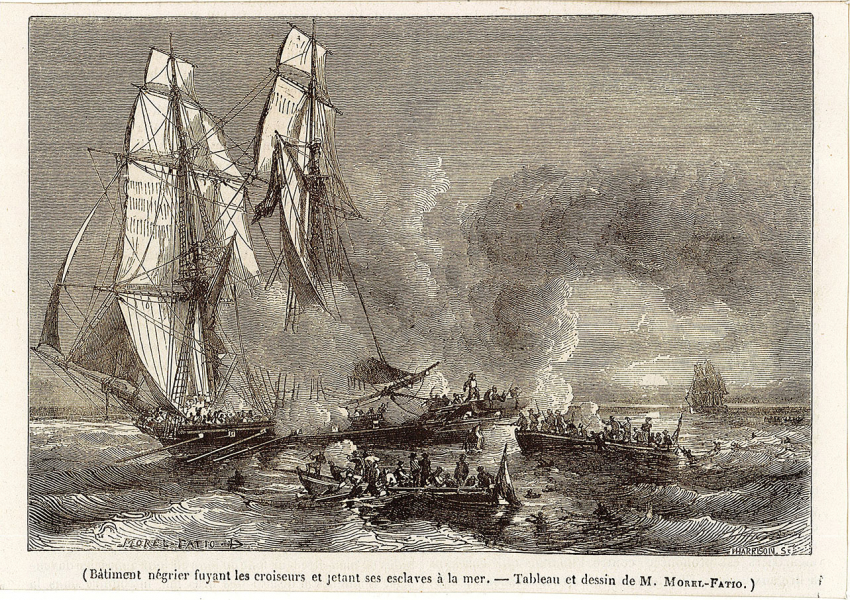
Navire négrier fuyant les croiseurs et jetant ses esclaves à la mer (1844)

De nombreux bâtiments évoluent dans la seconde moitié du XVIIIe siècle pour réduire la mortalité donc accroître les bénéfices. Après la guerre d’Amérique (1783) et malgré le surcoût à la construction, les coques des navires négriers sont doublées de plaques de cuivre qui améliorent le sillage du navire et les préservent de l’action des tarets. Par ailleurs, les gros navires se multiplient, conjuguent parfois leurs efforts et donnent ainsi aux expéditions une ampleur nouvelle.
Après 1815, les coques négrières qui naviguent dans l’illégalité parce que la traite est devenue interdite, voient leur forme s’affiner et leur tonnage diminuer. Les armateurs privilégient des petits navires très rapides, des bricks à deux mâts généralement, capables d'échapper aux croisières et d'effectuer des rotations rapides de six à neuf mois quand il en fallait le double avant la Révolution française.

### Espérance de vie des navires
Dans le meilleur des cas, les vaisseaux ont une espérance de vie maximale de dix ans ou cinq expéditions. Les longs voyages triangulaires qui durent en moyenne 18 mois, détériorent précocement les navires, notamment du fait des écueils et de l'attaque de la coque par les xylophages africains.
On trouve dans les archives la trace de navires semblant avoir navigué durant une décennie ou plus, alors qu'il s'agit de bateaux successifs qu'un même armateur a baptisés du même nom, ayant acheté un nouveau vaisseau (neuf ou d'occasion) pour remplacer celui qui n'est plus utilisable ou qui vient de perdre en mer.

## L'armateur

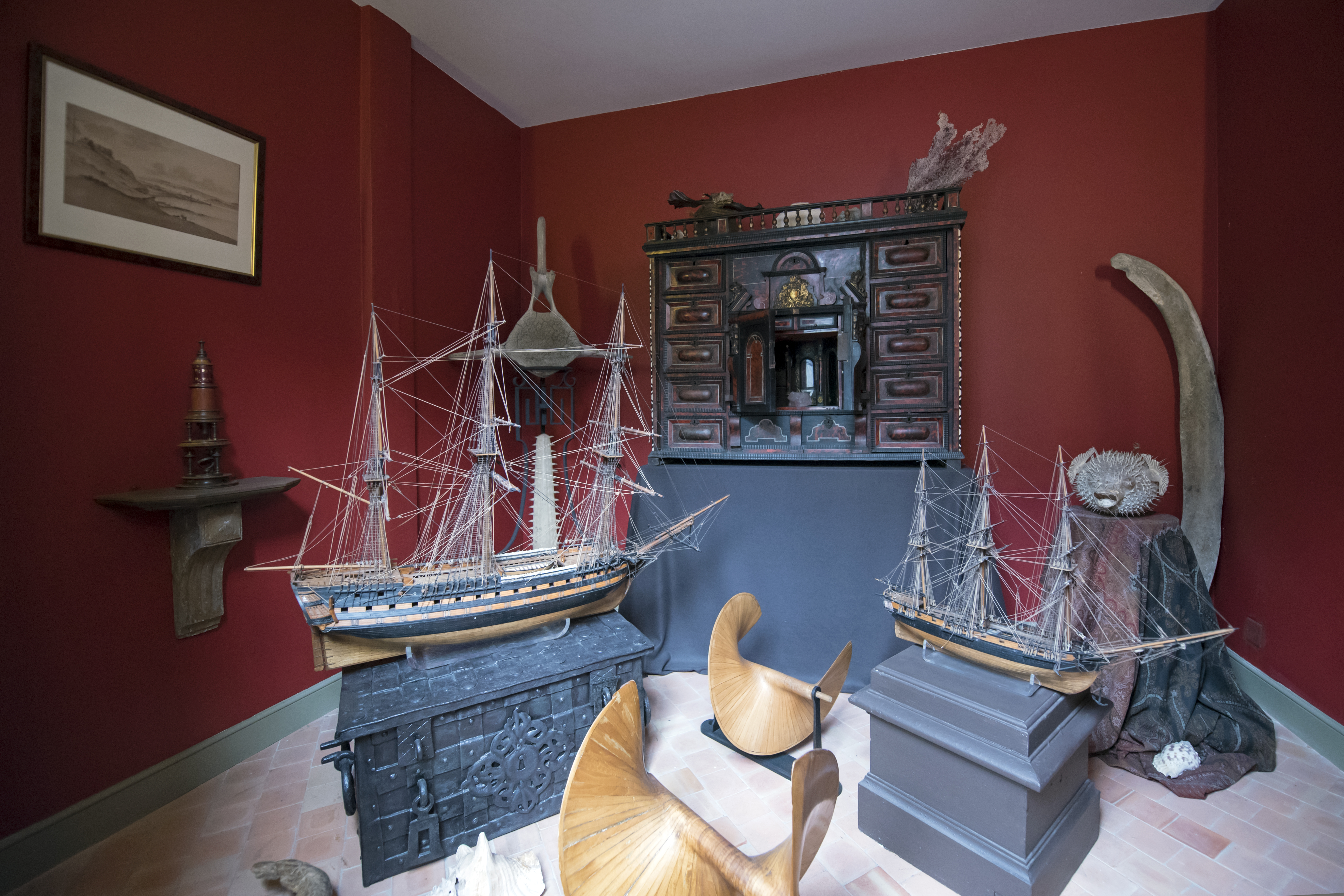
Maison de l’armateur, Traite négrière au Havre.

L'armateur est un négociant qui possède un bâtiment pour le commerce (ou la guerre) et procède à son armement. Il est l'investisseur principal ou le propriétaire, l'armateur du navire, et même s'il peut ne pas être seul à y investir des capitaux afin de limiter sa prise de risques, il est désigné comme le responsable du bâtiment.
Un armateur peut être une personne en propre mais le plus souvent, il s'agit d'une entreprise familiale comme celle du plus grand négrier bordelais, les Nairac, ou d'une grande Compagnie commerciale à l'énorme capital, comme la Compagnie française des Indes occidentales ou la Compagnie royale d'Afrique appartenant au roi qui délègue l'armement à une entreprise spécialisée en armement.
Armer un navire, c'est éventuellement le mettre en conformité en le  carénant, peut-être même le radoubant, mais c’est surtout le gréer, l'équiper, le fournir en armes et munitions de guerre, en provisions de bouche (autrement dit l’avitailler), en fournitures diverses, et rassembler un équipage pour appareiller et faire naviguer le navire.
Puis l'armateur devra assurer le bâtiment, s'occuper de son enregistrement, de tous les documents administratifs et de la relation avec tous les autres investisseurs dont le retour sur investissement après la vente des marchandises rapportées.
En France, il y a eu plus de 2 800 navires négriers qui ont été armés pour l'Afrique, propriétés de 500 familles d'armateurs, et répartis sur une huitaine de ports français avec Nantes à leur tête. Certains armateurs n'ont armé qu'un seul voyage de traite.
L'Amérique du Nord n'est pas en reste, et le nombre d'esclaves emmenés d'Afrique en Amérique durant quatre siècles est estimé à 11 700 000.

## Préparation d'un navire négrier
Des mois sont nécessaires pour former une expédition négrière et lui donner les moyens de réussir.

### Le navire

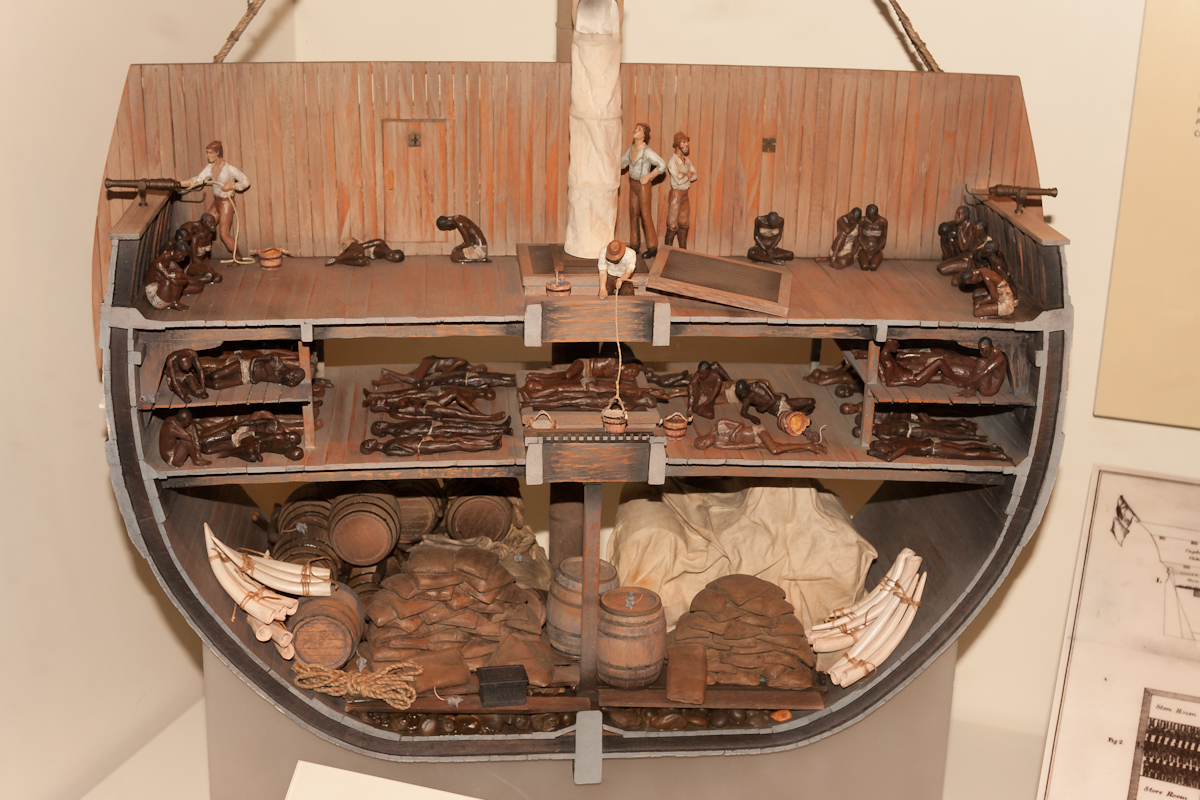
Coupe pédagogique d'un navire négrier (v. 1700).

Comme il s'agit en général d'un navire de commerce banal les deux tiers de son temps, et durant le troisième tiers les esclaves étant une marchandise dite « meuble » considérée comme une autre, il n'y a que peu de modification à effectuer sur ces bateaux.
Rares sont les navires construits expressément pour la traite. Il n'est pas besoin d'un bateau neuf, car même d'occasion, il suffira pour l'usage auquel il est destiné et qui le déprécie rapidement. Cela peut même être une fin de carrière pour un navire aux formes offrant une bonne capacité de transport ou une bonne vitesse.

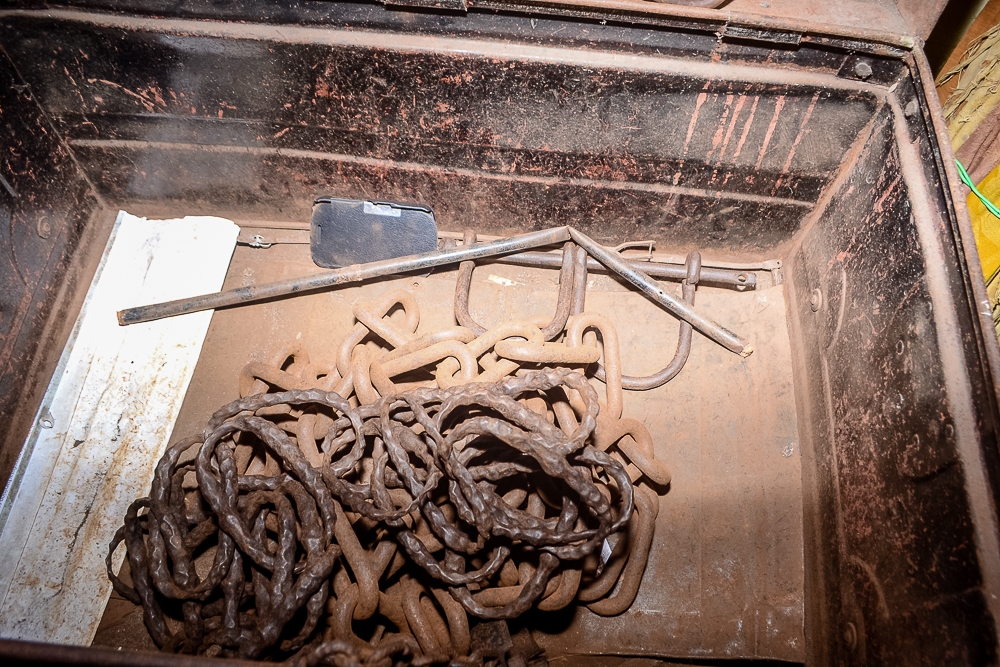
Chaînes d'esclaves, Musée de l'esclavage de Badagry (Nigéria).

Cependant, il faut qu'il puisse contenir un volume de cale suffisant pour y serrer les futailles d’eau et y entasser de manière organisée les esclaves qu'il entend transporter. Il faut donc disposer d'un entrepont ou au besoin, de construire un faux-pont entre l’entrepont et le pont supérieur, afin d’augmenter la surface de stockage, de rajouter des gaillards (parties surélevées) laissant une hauteur de trois à quatre pieds sous le pont, tout au long des flancs intérieurs de l'entrepont pour y contenir les enfants et les captifs de petite taille, et de quatre à cinq pieds dans la partie centrale de l’entrepont réservée aux adultes corpulents,, et encore de construire des aménagements en planches propres à contenir les captifs. Une cloison peut alors séparer la partie des hommes captifs (à l'avant) de celle des femmes et jeunes enfants (à l'arrière), sorte de rambarde « de bois en forme d’éventail placé(e) en travers de tout le navire, lui conférant ainsi un profil particulier permettant de reconnaître de loin un bâtiment affecté à la traite,... bordée de lames de fer tranchantes interdisant son escalade par les révoltés » et percée d'une ou deux portes et des meurtrières. Dans les réduits, s'ajoutent à ces aménagements des filins afin de permettre aux captifs ballottés par les flots ou lors des tempêtes de s’accrocher pour limiter leurs blessures sur les structures du navire, et l'apport de tout l'attirail métallique pour les enchaîner.
L’armement d'un navire négrier nu est donc un investissement important qui comprend aussi la mise en état de la coque, du gréement courant (mâts, bômes, voiles, câbles, cordages...) - voire son remplacement s'il est trop détérioré -, des ancres, du gréement dormant, le paiement de la cargaison, des vivres de cambuse, des rémunérations et des assurances.

#### Disposition et organisation
L'aménagement d'un navire négrier montrera en général le placement des hommes captifs vers l’avant du navire, entre le mât d’artimon et le gaillard avant, où se trouve également les postes d'équipage logeant les matelots, séparé du réduit pour les femmes et jeunes enfants captifs placés vers l'arrière, zone « concentrant également les chambres du capitaine et des officiers placées au-dessus du réduit à munitions connu sous le nom de sainte-barbe », ainsi que « la cuisine comportant deux chaudières, une pour l’équipage et une autre pour les captifs ». Cette répartition marque une séparation selon le sexe et la catégorie sociale entre les captifs, les officiers et les matelots, créant une inégalité des conditions de sécurité, en surexposant notamment ces derniers à la violence éventuelle des captifs révoltés,.

#### Avitaillement

##### Eau et alcool

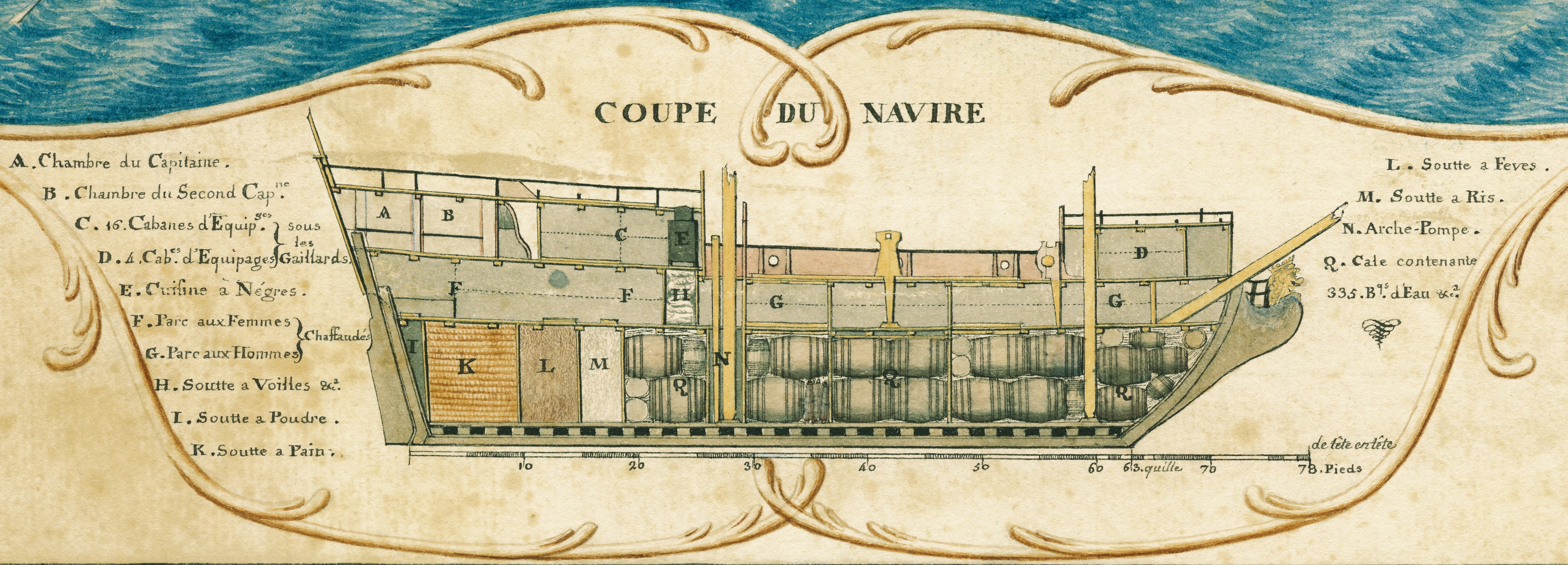
Coupe du navire négrier la Marie Séraphique.

En général, la cargaison comprend en premier lieu 400 à 450 barriques d'eau, nécessaires pour plusieurs centaines de personnes pour une durée de 2 mois à la mer au moins entre les escales. Il faut compte environ 3 litres d'eau par homme et par jour. En admettant un navire de 45 marins et 600 esclaves, c'est un peu plus de 145 000 litres d'eau qu'il faut stocker pour 75 jours de mer, sans compter les autres fûts ou futailles à alcool (pièces de 228 litres, feuillettes de 114 litres ou quartauts de 57 litres). Clairement, le tonnelier sera très important à bord ainsi que les travaux de manutention journalière par les matelots. D'autant que l'eau se conserve mal à bord. En 1690, l'explorateur Robert Challe le raconte :

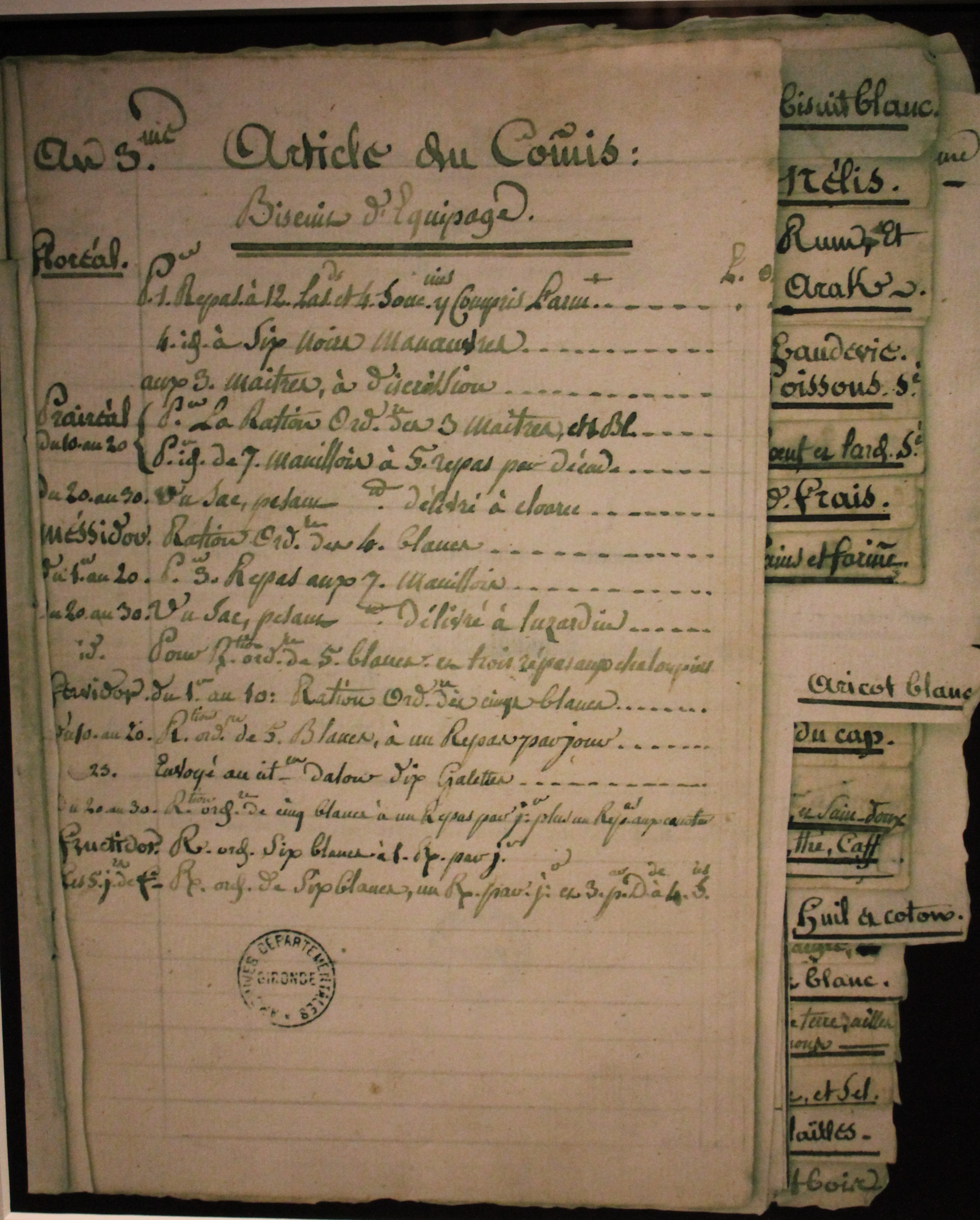
Cahier de cambuse de la Céline, où sont consignées les consommations de vivres par l'équipage (1795), musée d'Aquitaine (Bordeaux).

« ...au bout de 2 mois que cette eau est embarquée… elle devient rousse et tellement puante qu'il faut se boucher le nez. Elle reste 9 à 10 jours dans cet état ; après cela, elle s'éclaircit peu à peu, mais en s'éclaircissant elle conserve un goût très fade qui reste 8 ou 6 jours à se dissiper. Elle reste dans sa nouvelle pureté 3 semaines ou 20 jours. Sa rousseur la reprend, mais moins forte que la première fois. Il s'y engendre pour lors des vers gros comme la plus grosse paille vers la racine du blé. Ces vers sont d'un blanc grisâtre, le nez noir et ont de petites queues longues comme les 2/3 de leur corps, et le tout d'un bon travers de doigt. On passe cette eau et le linge les retient. Cela dure environ 8 jours. Ces vers meurent dans l'eau qui devient blanchâtre, à peu près comme du petit-lait. Cette eau se répure peu à peu, et redevient belle et claire, sans aucune mauvaise odeur ni dégoût que celui d'être remplie de petits vers un peu longs qu'on voit remuer comme des anguilles. Ils sont blancs, extrêmement vifs et si menus et si déliés qu'ils passent à travers tout et ne sont pas retenus par la plus fine mousseline pliés en 8 doubles, c’est-à-dire, 16 lits l'un sur l'autre… Voilà ce que les marins appellent les 3 maladies de l'eau… »

##### Nourriture
Ensuite, c'est en moyenne 18 mois de biscuits (dont le biscuit de mer), soit 160 quintaux, 20 barils de farine qu'il faut embarquer, ainsi que 10 barils de bœuf, 10 quarts de lard, huile, beurre, morue et des légumes. Le vin, sur la base de 1,25 litre par marin et par jour, comprendra 2,5 tonneaux pour les officiers et 10 pour les marins.
Selon la taille du navire, des animaux vivants, volailles, moutons, voire vaches (et leur nourriture appropriée), principalement destinés, dans l'ordre, aux officiers puis à l'équipage, seront embarqués.
À côté de cela, pour une cargaison de 450 Noirs, 30 tonneaux de fèves, 100 quintaux de riz et 30 quintaux de gruau de Hollande, donc plutôt des céréales et féculents seront embarqués. Il va sans dire que la cuisine des captifs est bien différente de celle des officiers, laquelle est déjà différente de celle des matelots.

#### Cargaison

##### Cargaison de traite ou cadeaux

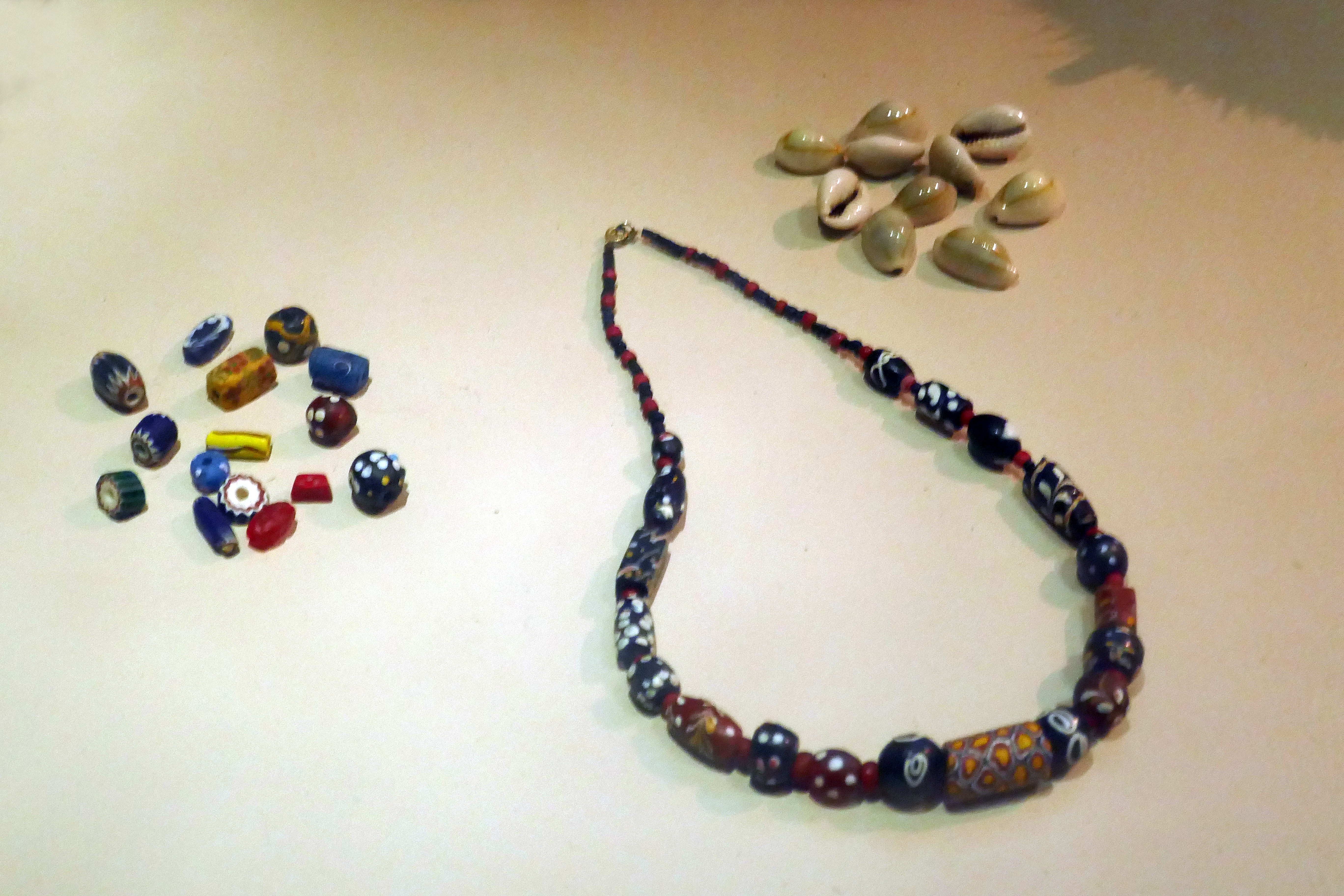
Cauris des îles Marquises et perles de Murano utilisés comme parures et monnaie d'échange en Afrique, notamment contre des esclaves. Musée d'Aquitaine (Bordeaux).

À ces éléments, s'ajoutent le chargement de la « cargaison de traite », autres « cadeaux » et pacotille pour séduire les chefs africains et les intermédiaires dans l'achat d'esclaves : armes, alcools, tabac, outils, barres de fer, ustensiles, vaisselle, verroterie, objets manufacturés en métal, en verre ou en osier, cauris, étoffes (notamment les « indiennes »), parasols, cannes à pommeau, chapeaux, etc,.
Une partie de ces produits manufacturés et d'autres denrées venus d'Europe est quelquefois vendue ou échangée lors de la seconde escale de la traite négrière auprès des colons des îles qui en manifestent le besoin.

##### Marchandises
Comme son nom l'indique, le commerce triangulaire (appelé « commerce circuiteux » au XVIIIe siècle) s'articule en trois trajets principaux - bien que dans la réalité, les rives accostées et les escales soient plus nombreuses, pour l'achat et la vente des diverses marchandises,.
- Lors de son premier trajet partant d'Europe vers l'Afrique, le navire négrier se charge des « cadeaux » pré-cités (tissus, alcools, armes...) et quelquefois des objets et denrées occidentaux nécessaires aux colons des îles.
- Lors de son deuxième trajet partant d'Afrique vers les Amériques, le navire se charge de marchandise humaine dite « bois d'ébène », c'est-à-dire de captifs noirs achetés contre lesdits cadeaux et se déleste des denrées occidentales vendues ou échangées avec les colons.
- Lors de son troisième trajet de retour partant des Amériques vers l'Europe, le navire se charge de denrées coloniales telles que du tabac, du coton, du bois de campêche, de l'indigo, du sucre, du café, etc. obtenues contre la vente des esclaves et/ou contre celle de denrées occidentales.

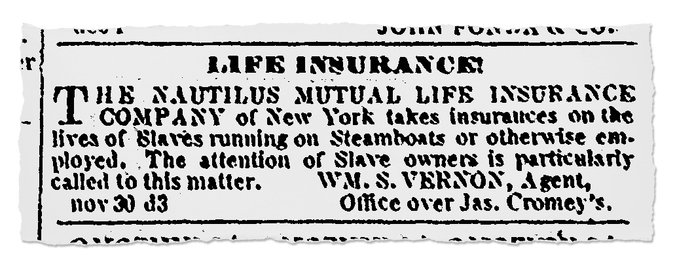
Publicité de la compagnie Nautilus Mutual Life Insurance (New York) pour assurer des esclaves, journal The Daily Démocrate newspaper, Louisville (1847).

#### Assurances
Le navire doit aussi être assuré en fonction de son tonnage (mesure du volume intérieur du vaisseau), de la nature des produits et de sa destination. « En période de paix et selon la destination, la prime varie de 3 à 7 % environ, et de 35 à 50 % en période de guerre », indique l'historien Eric Saugera.
Pour réduire le risque de pertes ruineuses, les polices d'assurance peuvent rassembler ici aussi plusieurs dizaines de personnes qui investissent chacune des sommes limitées.

#### Équipage
C'est une des raisons du coût élevé de préparation d'un navire négrier. L'équipage qu'embauche le capitaine est deux à trois fois plus nombreux que sur un navire de commerce normal et proportionnel à son tonnage et au nombre de captifs à transporter. Le capitaine doit penser à ne pas être à court d'hommes durant les trajets malgré les désertions, les maladies, les épidémies et un taux de mortalité de l'équipage de 10 à 15 % connus sur ces bâtiments de traite négrière, taux supérieur à celui des captifs.
C'est pour ces raisons ajoutées à la pénibilité du travail double (manœuvrer et garder des captifs) et à la crainte des attaques fréquentes de pirates ou d'ennemis en mer que les marins hésitent à embarquer et qu'il faut les convaincre avec de meilleurs salaires voire des primes pour ces voyages à haut risque.
Ainsi, l'équipage est souvent cosmopolite : les marins scandinaves côtoient leurs confrères portugais, espagnols, génois...
À la fin du XVIIIe siècle, un navire anglais de 150 tonneaux a un équipage de 30 marins, c’est-à-dire le double d'un navire de commerce normal. Si c'est un navire français ou hollandais, ce serait même 45 marins, c'est-à-dire un ordre de grandeur d'1 marin pour 10 captifs et 5 à 6 tonneaux de jauge. En 1735, le Victorieux, de Nantes, 250 tonneaux, a un équipage de 92 marins, soit 1 marin pour 2,7 tonneaux. À la fin du XVIIIe siècle, le ratio descendra à 1 marin pour 5 tonneaux.
Malgré le « doublage » d'une grande partie de l'équipage, il est rare qu’il soit le même d’un bout à l’autre d'un voyage de commerce triangulaire et les remplaçants embarqués aux escales ne sont pas toujours fiables, ce qui est l'un des soucis auxquels le capitaine doit faire face.

#### Capitaine
Le capitaine est engagé par l'armateur et c'est le capitaine qui recrute tout son équipage.
Il n'existe pas de « capitaine négrier ». Il faut plutôt considérer qu'il est, à l'occasion, chargé d'une cargaison d'esclaves (marchandise dite « meuble »), entre deux cargaisons de marchandises normales.
465 expéditions négrières partent de Bordeaux. Sur le nombre de capitaines concernés, 222 n'en feront qu'une, 56 en feront deux et 17 en feront trois.
Pour autant, le capitaine d'un navire négrier doit répondre à certaines exigences : être un navigateur compétent, un commerçant habile sachant négocier pour acheter puis revendre des esclaves, et avoir un esprit fort, efficace et de la poigne car sa propre survie et le sort de l'expédition tout entière engageant des dizaines de personnes sur mer comme sur terre sont en grande partie entre ses mains. Son travail de meneur d'hommes ne peut faire l'économie de la sécurité de toutes les personnes et marchandises embarquées : il a autant besoin de son équipage que de préserver la vie des captifs qui sont son gagne-pain.

##### Rémunération
En France, la paye d'un capitaine varie entre 100 et 200 livres tournois par mois. Pour un Anglais, c'est environ 5 livres sterling. Pour donner un exemple, le capitaine de L'Apollon, en 1754, touche 150 livres.
Le capitaine reçoit aussi une gratification qui est fonction du nombre d'esclaves débarqués vivants. Elle est, en général, de 1 à 3 % du prix de vente mais elle peut, dans certains cas, être plus élevée. Ce sera le cas pour le capitaine de L'Apollon, pour reprendre cet exemple ; il a eu droit à 5 % de prime.

##### Livre de bord

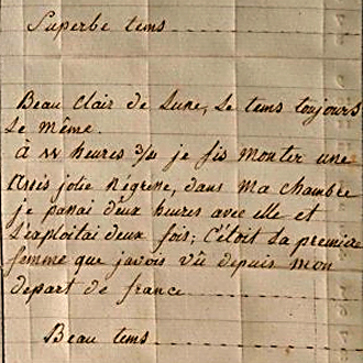
Une ignominie de la traite négrière : extrait du journal de bord du navire bordelais Le Patriote, par le capitaine P.-A. Brizard, expédition de 1788, au profit de l'armateur bordelais Journu Frères.

Un capitaine tient un journal de bord où il consigne tout ce qui a trait à son navire et son voyage. Certains d'entre eux nous sont parvenus,,.

###### Exemple du journal de bord duPatriote
Ainsi, une partie du journal de bord du navire négrier Le Patriote armé à Bordeaux par les frères Journu, est tenu par le second capitaine Paul Alexandre Brizard puisque le capitaine a déserté lors d'une escale au cap de Bonne-Espérance.
Parti de Bordeaux, le capitaine date et indique dans son journal toutes les escales effectuées par le bâtiment (Seychelles, Pondichéry (Inde), l’Île-de-France (Maurice), l’île Bourbon (La Réunion), le cap de Bonne-Espérance, l’île de l’Ascension et les Antilles...), les différents achats et ventes de marchandises qu'il y effectue (Noirs, ravitaillement, produits exotiques et coloniaux). Brizard y note même avoir abusé sexuellement d'une jeune et « jolie négresse » - fait comme un autre. La première partie du journal est manquante mais la seconde couvre la période s’étendant du départ de l’Île-de-France, le 10 avril 1789 jusqu’au retour à Bordeaux, le 17 février 1791. Son périple dura donc deux ans et quatre mois depuis son départ, avec une pause de six mois à Saint-Domingue. Le navire a embarqué 312 tonneaux et 216 Noirs, et le capitaine note le nombre de Noirs qu'il vend au Cap de Bonne Espérance, à la Martinique et à Saint-Domingue, les 61 décès qu'il déplore ainsi que ses faibles bénéfices,. Voir le détail sur l'expédition du Patriote, ci-dessous.

#### Autres officiers
Comme les autres membres, les officiers mariniers (dits aussi « sous-officiers ») parmi lesquels les chefs d'équipage (qui dirigent les matelots et les mousses) et les lieutenants embarquent fréquemment en double. Comme indiqué précédemment, c'est une assurance en cas de maladie ou décès pour ce type de voyage.
Leur solde tourne, pour les Français, entre 1 et 4 livres par mois.

#### Spécialistes

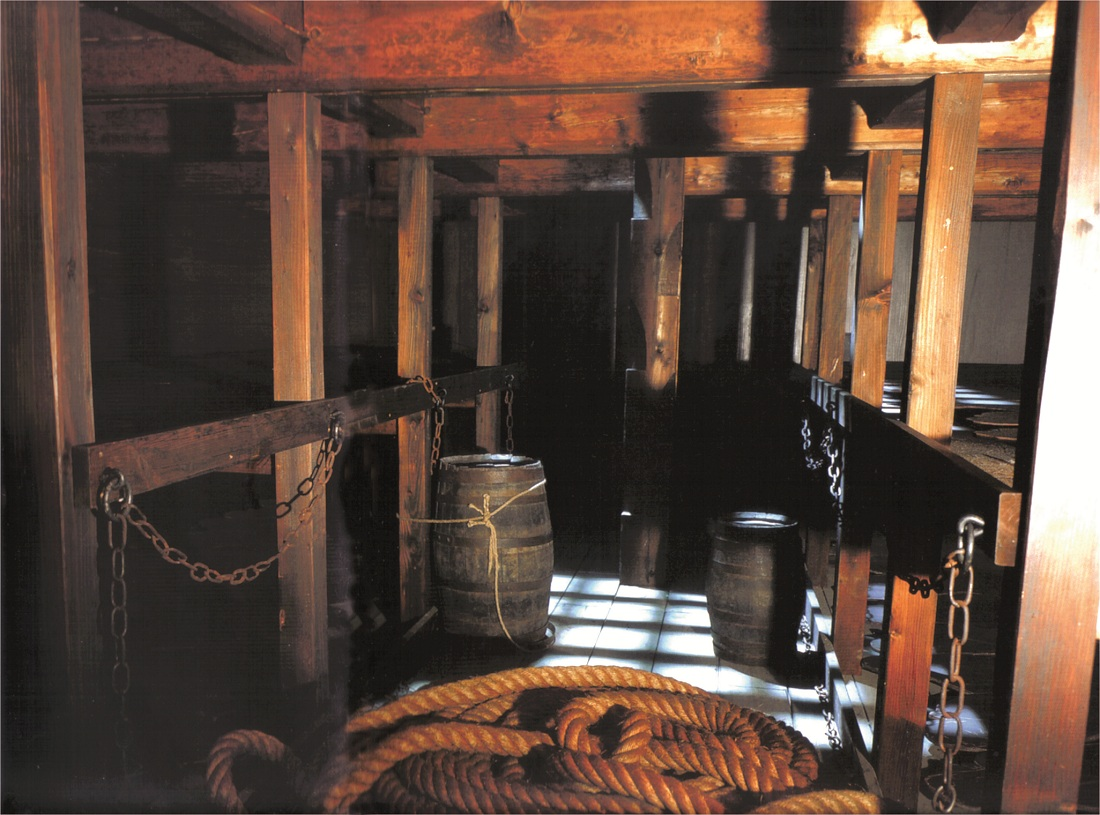
Reconstitution d'un entrepont de navire négrier dans l'exposition « Les Anneaux de la Mémoire », Nantes (1992).

Il s'agit en premier lieu du charpentier - lui aussi en double dans le cas où il mourrait en route. Sur lui, repose l'aménagement du navire, tant pour le transport des marchandises que pour le transport des esclaves mais aussi ses réparations. Il est donc important d'avoir un bon charpentier capable de travailler vite et bien dans la préparation du navire et ses réparations en chemin.
Il y a ensuite le tonnelier : il faut beaucoup d'eau pour ce bateau surchargé, et une eau corrompue sera cause de pertes importantes parmi l'équipage et les captifs. L'entretien des tonneaux ou futailles est donc vital pour tous.
Le chirurgien est aussi un des personnages clés. Il est indispensable pour détecter à temps l'apparition des maladies, traiter les malades, voire les rendre présentables à la fin du voyage. Il n'est pas rare que les chirurgiens, comme les officiers, soient doublés. À l'époque de la traite, un chirurgien n'est pas un médecin et, s'il embarque remèdes et potions, il n'a pas forcément eu la formation adéquate. Mais la situation est la même sur les bateaux du roi, ce n'est pas une particularité du navire négrier.
Figurent aussi un voilier, un armurier, des techniciens sûrs, un cuisinier et éventuellement un boulanger.
Sur les premiers navires portugais se livrant à la traite, il y a même un notaire, qui est chargé du respect des procédures, en particulier financières.
Ces spécialistes sont rangés parmi les officiers non mariniers car leur travail sera pour beaucoup dans le succès financier du voyage. Ils perçoivent des rémunérations d'un niveau comparable à ceux des officiers.

#### Autres marins

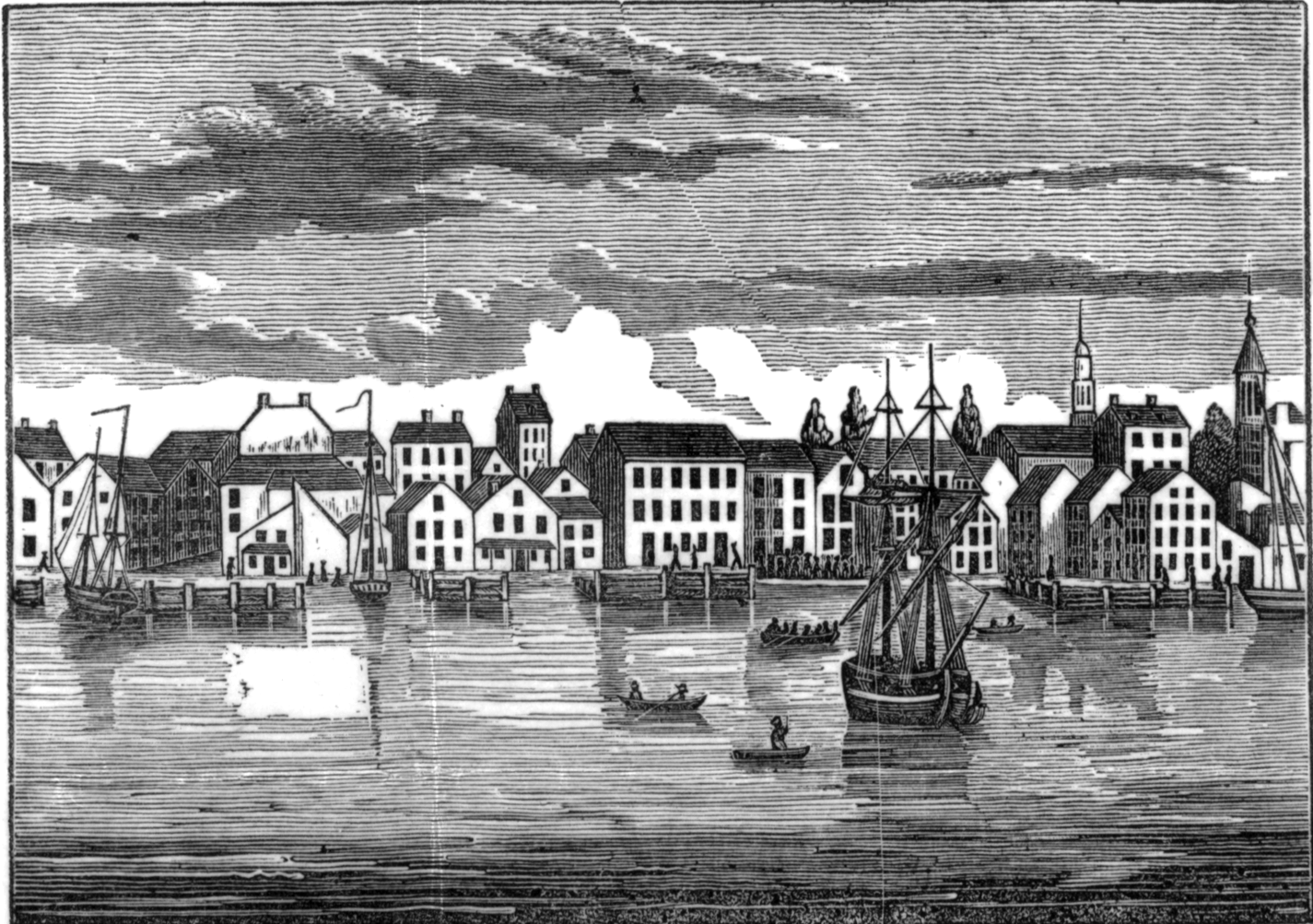
Navire négrier à Alexandria (Virginie) « recevant sa cargaison d'esclaves » (1836).

Ils sont engagés selon les habitudes du temps. Ce sont soit de vrais marins, des matelots, des mousses (souvent très jeunes), soit des personnes incompétentes, sans emploi ou sorties de prison, recrutées pour un voyage et parfois embarquées contre leur gré, qui se formeront en route.
La désertion des marins sera toujours un problème pour les navires négriers parce que le travail y est dur et ingrat, qu'ils sont soumis à une discipline brutale, qu'ils doivent souvent dormir sans abri dans l'entrepont  ou sur le pont puisque l'espace sous le pont est occupé par les captifs. Les maladies (scorbut, paludisme, fièvre jaune) ou les épidémies peuvent les toucher, voire la mort à cause de ces maladies ou des soulèvements des captifs,. Les marins à expérience savent donc qu'il s'agit de voyages à haut risque ; les autres le découvrent en cours de route. C'est probablement pour cette raison que le salaire est versé en 2 fois : la moitié au départ et le reste au port de débarquement. Il est souvent précisé que ce dernier versement sera « en devise du cru ».
Parmi les marins, il n'est pas rare de trouver des Africains, libres ou esclaves de précédents voyages, que ce soit sur les navires européens, américains ou arabes. Les capitaines sont souvent intéressés par ce type de marins car leur présence peut contribuer à calmer les captifs transportés.
Sur un négrier français, un marin touche environ 2 livres par mois, un mousse, la moitié.
Enfin, la mortalité chez les marins est, en moyenne, plus importante que celle rencontrée chez les captifs transportés : 18 % contre 12 % pour les Français, 20 % contre 15 % pour les Anglais,.

#### Exemple de l'équipage de l'Expédition
L’Expédition est un navire négrier armé par la Compagnie des Indes, qui quitte le port du Havre le 6 août 1724 pour un commerce de traite. Son capitaine âgé de 50 ans, expérimenté et polyglotte, s'appelle Thibaut des Marchais. Sa solde s’élève à 150 livres par mois. « A ses côtés, se trouvent 32 membres d’équipage : 6 officiers, 8 officiers mariniers, 3 maîtres (le maître boulanger, tonnelier et cuisinier), 13 matelots dont 6 désertent pendant le voyage, et 3 mousses dont le plus jeune n’a que 12 ans »,.

## Coût et rentabilité
La préparation d'un navire négrier est beaucoup plus chère que celle d'un navire de commerce normal. Tant pour l'équipage plus nombreux, l'avitaillement (provisions nécessaires à l’alimentation des marins et des captifs) plus important que pour la cargaison de traite ; pour un navire de 300 tonneaux acheté d'occasion 20 000 £t, les documents montrent que l’investissement total pour préparer l’expédition est d’environ 275 000 £t et a minima, pour une petite embarcation, un investissement sera rarement inférieur à 150 000 £t. 

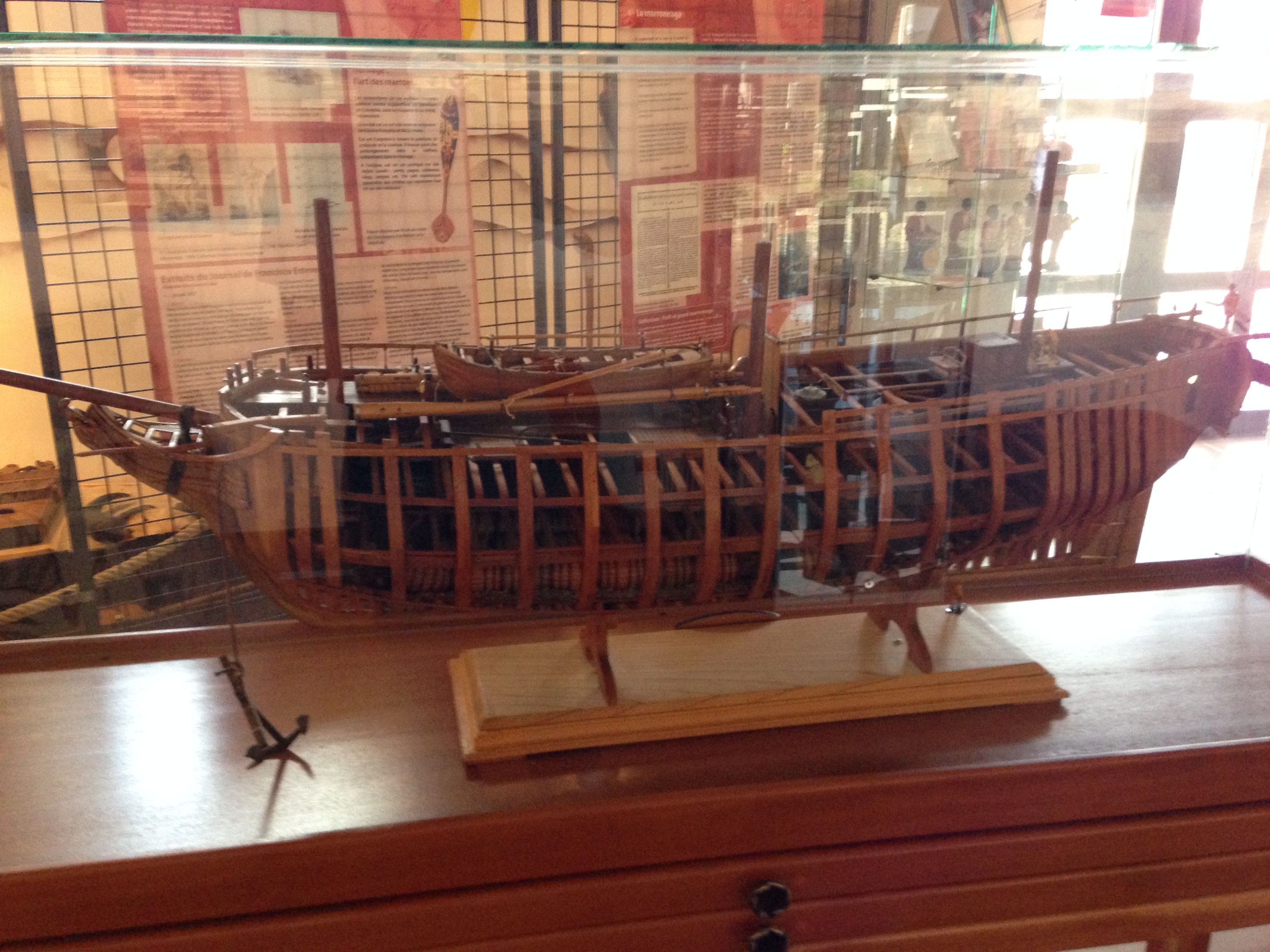
Maquette du navire négrier lAurore lancé en 1784-86, sur des plans de Jean Boudriot par Francis Boyer. Acquis en 2012 par la ville de Champagney et exposé à la Maison de la Négritude.

C’est pourquoi l’armateur ne s’engage pas seul mais invite d'autres investisseurs, jusqu'à une vingtaine de partenaires ou associés à acquérir des parts dans l'armement et l'assurance du bateau, dont le montant peut être très faible pour les petites bourses. Tout le monde peut donc tenter sa chance en fonction de ses moyens pour faire fructifier son argent à travers une traite négrière qui apparaît comme une sorte d'Eldorado outre-atlantique, en limitant ses risques.
Il en va ainsi pour Charles Bouqueté du Vau, petit négociant nantais qui déclare la propriété en septembre 1749 de la Marie Louise, navire de 50 tonneaux, qu'il a achetée d’occasion pour la somme de 5 500 livres. Outre le déclarant, les parts du navire sont réparties entre quatre autres personnes, dont 1/12e pour le capitaine, le sieur du Bois Hamon, qui doit partir pour une expédition de traite.
La cargaison de traite regroupe l'ensemble des marchandises devant servir à acheter les esclaves. La cargaison de 230 tonneaux, embarquée par le Roy Dahomet, négrier de La Rochelle en 1772, est assez représentative. Elle se compose de bouges, de barres de fer, de pipes et de couteaux, d'alcool, de poudre et armes à feu, de parures, de chapeaux et d'étoffes et habits. Le tout pour une valeur de 145 067 livres, 8 sols et 3 deniers au départ de l'expédition. En cours de route, s'y ajoutera du tabac. La pacotille des officiers, composée de parures de corail et étoffes, se monte à 6 760 livres et 3 sols.
L'universitaire Silvia Marzagalli indique que le commerce en droiture (liaisons directes entre l'Europe et les colonies, sans effectuer un détour par l'Afrique qui permet la traite des Noirs) offre un taux de rentabilité de l'ordre de 10 %, nettement moindre qu'une opération réussie de commerce triangulaire qui peut aller (exceptionnellement) jusqu'à 200 %. C'est bien sûr ce qui incite les armateurs à y investir, qui peuvent néanmoins absolument tout perdre de leur mise, ce qui fait dire à d'autres chercheurs qu'il s'agit d'une sorte de « loterie » à rentabilité aléatoire. En moyenne, un tonneau donne un profit de 1 200 à 1 500 livres tournois,.
Dans le cadre du commerce triangulaire, les investisseurs doivent attendre des années entre le jour de leur investissement dans ce commerce négrier et le jour où ils perçoivent leur bénéfice après la revente des denrées rapportées, dans le cas où les différentes traversées se sont passées sans encombre majeur. Dans le cas contraire, ils y auront tout perdu.

## Ports de départ

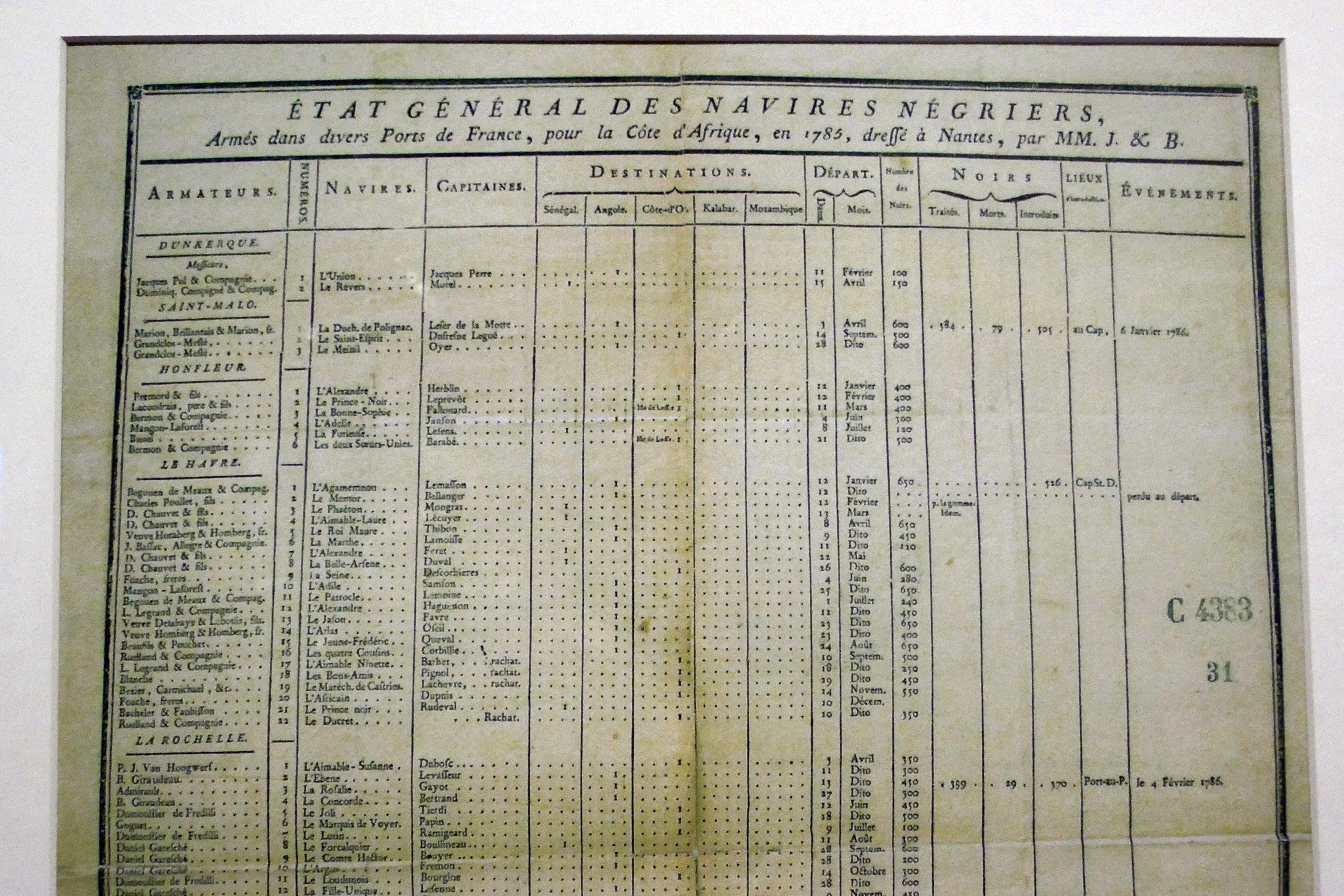
État général des navires négriers (1785) musée d'Aquitaine.

Les ports européens ont été le point de départ pour environ la moitié des voyages négriers transatlantiques. Au début de la période (XVIe siècle), les principaux ports se situent dans la péninsule ibérique mais à partir du début du XIXe siècle, ils cèdent leur première place aux ports d'Europe du Nord.
La traite négrière étant considérée comme un commerce au même titre qu'un autre, quasiment tous les ports de France ont armé et vu partir plus de 2 800 des navires négriers : Le Havre, Honfleur, Saint-Malo, La Rochelle, Dunkerque, Toulon... Arrivent toutefois en tête du palmarès français par le nombre d'embarcations négrières lancées sur les mers, le port de Nantes avec 52 % des expéditions françaises et plus loin derrière, celui de Bordeaux,.
En Grande-Bretagne et même pour toute l'Europe, le plus grand port négrier est Liverpool (suivi par Londres et Bristol) qui lance autant d'expéditions négrières que tous les ports français réunis.

En troisième position européenne, arrivent les ports des Provinces-Unies. 

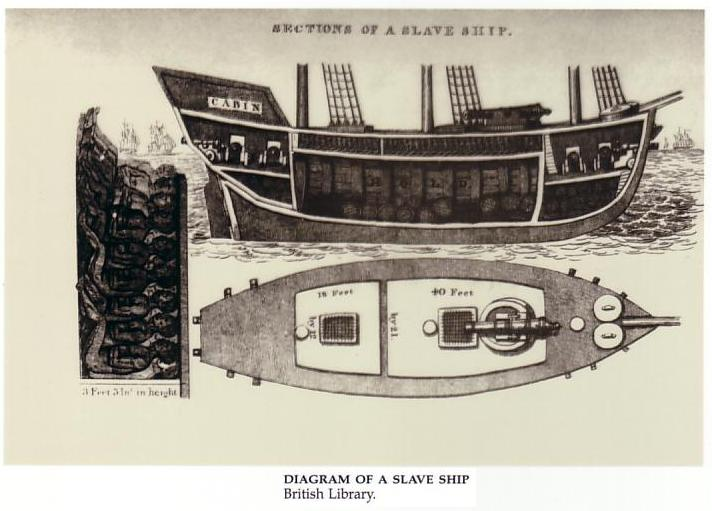
Schéma d'un navire négrier, le Veloz, pouvant contenir 550 captifs (1831).

Néanmoins, ce ne sont pas les pays cités (Grande-Bretagne, France, Provinces-Unies) qui ont été le plus grand théâtre de la traite négrière européenne mais bien le Portugal avec 4,6 millions d’Africains transférés vers les colonies européennes des nouveaux mondes pour seulement moins de 100 expéditions négrières parties de Lisbonne car si cette capitale d'empire donne effectivement les ordres, elle relie en droiture « les deux rives portugaises de l’Atlantique Sud : des côtes du Cap-Vert, de Guinée, de l’Angola ou du Mozambique vers l’immense Brésil, sans transiter par l’Europe ». De la même façon, le trafic négrier espagnol ne passe pas par Cadix : l’Espagne recourt à l’achat de captifs africains auprès d’autres puissances telles l'Angleterre, le Portugal et les Pays-Bas.
Aux Amériques, c'est donc le port de Rio de Janeiro qui figure le port négrier le plus actif au monde durant toute la traite triangulaire. En définitive, les ports brésiliens de Rio et de Bahia ont lancé plus de voyages de traite que tous les ports négriers européens.
En Orient musulman, la traite s'effectue à partir des grands ports d'Afrique du Nord mais aussi de ceux de l'empire ottoman ; elle ne traverse pas l'Atlantique. Elle touche les populations noires comme blanches.

## Trajets
Routes principales empruntées :
- Traite européenne : d'Europe vers l'Afrique puis vers les Amériques (Antilles, Brésil, Louisiane, Virginie, etc.), la Réunion ou l'île Maurice en sillonnant l'Océan Atlantique, puis retour vers l'Europe.
- Traite musulmane : de la corne arabique, Bagdad, d'Égypte, du Maroc vers l'Afrique, l'Inde ou encore la Chine, les navires négriers traversent la mer Méditerranée, la mer Noire, la mer Rouge ou l'Océan Indien pour approvisionner les marchés aux esclaves.

Pour l'achat de plusieurs centaines de Noirs, le navire se fournit rarement à un seul endroit comme Luanda, Loango ou encore la fameuse île de Gorée (Sénégal), devenue le symbole de la mémoire de la traite négrière en Afrique. Il doit effectuer plusieurs escales et mouillages en différents lieux pour réunir le nombre d'esclaves qui lui sont nécessaires pour réussir son expédition.

### «Passage du milieu»
La traversée de l'océan Atlantique à partir des côtes africaines a pris le nom de « passage du milieu » (ou parfois de « noir passage ») pour désigner le trajet allant d'Est en Ouest, qu'ont subi les Noirs pris en Afrique pour être conduits aux colonies d'Amériques en vue de leur exploitation.

## Durée du voyage

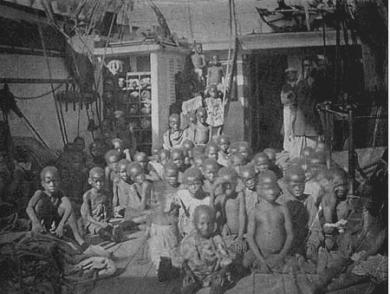
Jeunes enfants sur un négrier arabe arraisonné par la Royal Navy (1869).

Le « passage du milieu » qui traverse l'Atlantique, correspondant à ce qu'ont connu les déportés noirs d'Afrique et dure en général d'un à trois mois, en fonction des ports de départ et d'arrivée choisis.
L'entièreté des voyages d'un commerce de traite triangulaire peut durer d'un an à plusieurs années selon les péripéties et avanies rencontrées par le navire et les personnes. C'est le cas du périple (1788-1791) du navire bordelais le Patriote, qui s'étale sur deux ans et quatre mois (28 mois). Voir détails ci-dessous.

### Exemple de l'Expédition
Le navire négrier l’Expédition, armé au Havre par la Compagnie des Indes, quitte la côte normande le 6 août 1724. Il effectue trois escales en Afrique où le capitaine achète avec difficultés des esclaves dont plus de la moitié décède du scorbut, en chemin au cours des quatre mois de traversée. Un an après son départ, soit en août 1725, le navire entre dans le port de Cayenne (Guyane) afin d'y trouver des acheteurs pour les esclaves survivants, mais il doit se résigner à rester plusieurs mois dans la colonie en attente d’être payé sur les récoltes à venir et leur vente par des colons acheteurs car deux navires négriers ayant précédé l'Expédition, ont déjà vendu leur cargaison humaine aux colons de Cayenne, qui n'ont plus les moyens d'en acheter d'autres pour l'instant.
« Par ailleurs, le navire a besoin d’être remis en état et il est nécessaire avant de prendre la route du retour d’en mener à bien le carénage. La saison des pluies retarde également le voyage du retour. Ce n’est qu’en avril 1726 qu’il sort du port de Cayenne » où son escale aura duré huit mois. Il atteint la France le 16 juin de la même année.
Entre son départ du Havre et son retour à bon port, le voyage de l'Expédition se sera donc étendu sur un an et huit mois (20 mois).

## Port d'arrivée pour les esclaves
Les captifs du commerce triangulaire sont principalement débarqués et vendus aux Amériques. Entre 1560 et 1850, le Brésil est la destination principale pour ces esclaves noirs du commerce transatlantique.

## Un voyage type

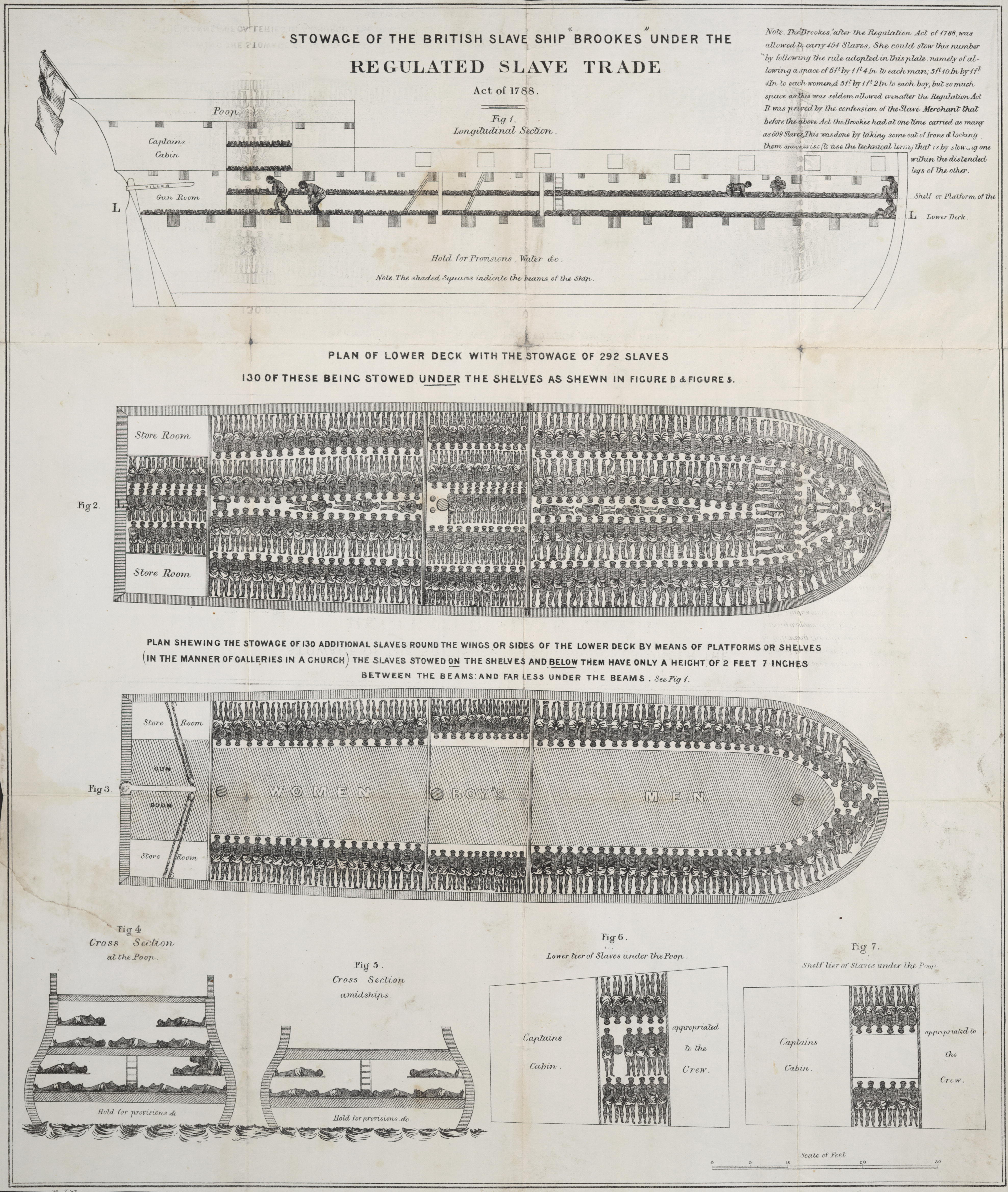
Plan du navire négrier Brookes (1788) par l’abolitionniste Thomas Clarkson, représentant un entassement.

### La durée
Si l'on prend l'exemple du navire partant d'un port français, il faut compter 2-3 mois pour atteindre l'Afrique ; 3-4 mois de pause ou de réfection du navire et de transactions sur les côtes africaines, puis 2-3 mois pour atteindre les Antilles. Il restera alors sur place entre 1 et 12 mois avant de repartir pour la France, qu'il atteindra 2 mois plus tard. Le navire passera donc, en moyenne, entre 15 et 18 mois pour effectuer son périple, une durée de 12 mois étant considérée comme exceptionnelle.

### L'embarquement
Quand le navire est sur les côtes africaines, le charpentier commence à le préparer pour embarquer les esclaves.

### Le transport
L'équipage, comme le capitaine, a tout intérêt à ce que la cargaison arrive à destination dans le meilleur état possible, car le capitaine, entre autres, reçoit un pourcentage sur le prix de chaque « pièce d'Inde » débarquée et vendue en Amérique.

### Les conditions de vie sur un bateau négrier
La nourriture est insuffisante, peu diversifiée, peu vitaminée et n'est pas très fraîche quand elle n'est pas avariée.

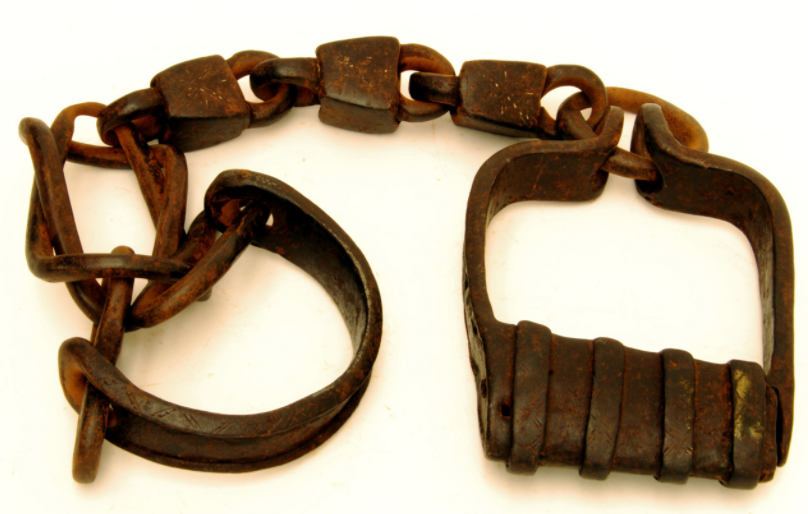
Entraves et chaînes utilisées lors du commerce transatlantique.

Les esclaves peu vêtus, parfois presque nus, sont enchaînés aux chevilles et entassés à même les planches dans une grande promiscuité dans un entrepont quasiment sans lumière, les hommes séparés des femmes et des enfants.
Ils y vivent toutes les nuits dans une atmosphère fétide et malsaine où se côtoient et quelquefois se mélangent au gré des roulis les humains qui ne parlent pas la même langue, leur nourriture et leurs déjections et vomissures. Ils y demeurent aussi jour et nuit si les intempéries les obligent à rester confinés dans l'entrepont. Certains capitaines attribuent à des esclaves la charge de surveiller les autres esclaves. En revanche, dans la journée, si le temps s'y prête, les captifs sont autorisés à monter sur le pont par petits groupes, toujours enchaînés, afin de s'y dégourdir et d'y respirer un peu de l'air du large mais aussi pour la corvée de nettoyage ou de la cuisine pour captifs. Sur le pont, ils sont parfois obligés à danser en guise d'exercice physique régulier ; ceux qui s'y refusent sont fouettés ou pire.
Toutes ces conditions sanitaires ne sont pas humaines et certains esclaves meurent d'affaiblissement, de dysenterie, d'infection et de diverses maladies.
En 1788, une loi britannique, la Slave Trade Act aussi connue comme la Loi Dolben, règlemente pour la première fois les conditions de vie à bord des navires négriers britanniques et limite le nombre de personnes réduites en esclavage qui peuvent y être menées,. Cette limitation de la surcharge des navires négriers anglais réduit le taux de mortalité à bord, réduction cependant contestée par certains historiens.

#### Maladies et mortalité

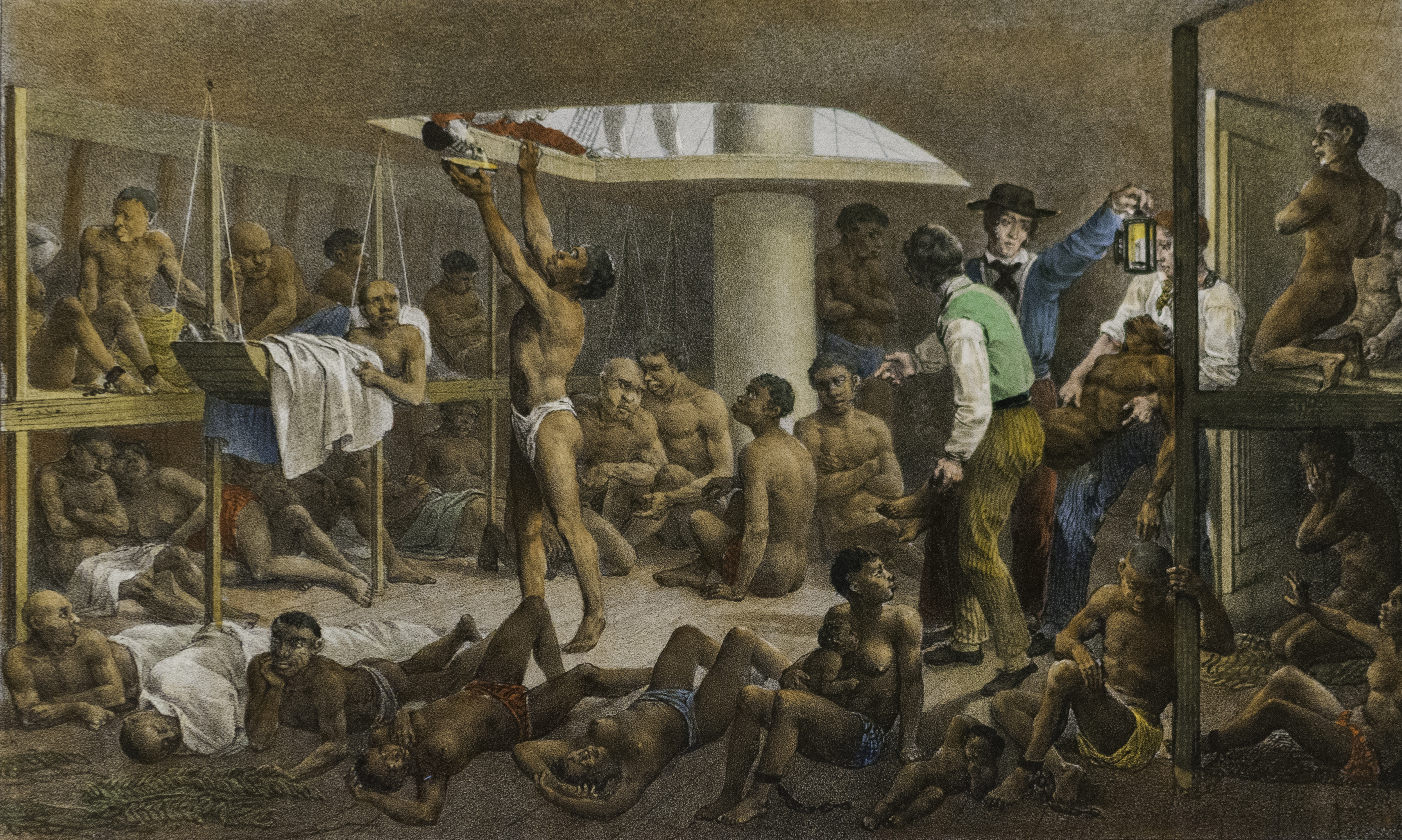
Nègres à fond de calle, figuration de J. M. Rugendas (v. 1830).

Outre les actes de piraterie ou les intempéries menant quelquefois à des naufrages, les deux principales causes de mortalité en mer, durant l'époque classique, sont le scorbut et le typhus. La mortalité liée au scorbut maritime dû à une alimentation carencée a été estimée à plus d'un million de victimes entre 1600 et 1800, tous types de voyages et de passagers confondus. Captifs, membres d'équipage et officiers, quelquefois tous ensemble sont décimés par le scorbut ou par une épidémie,. Pour la seule marine marchande française (1750-1800), une campagne en droite ligne aux Antilles se solde par une mortalité globale toutes causes confondues de 5 %, ce qui est bien moindre que ce que connaît une campagne triangulaire. Les chiffres s'amélioreront avec l'appertisation des denrées à vitamine C.

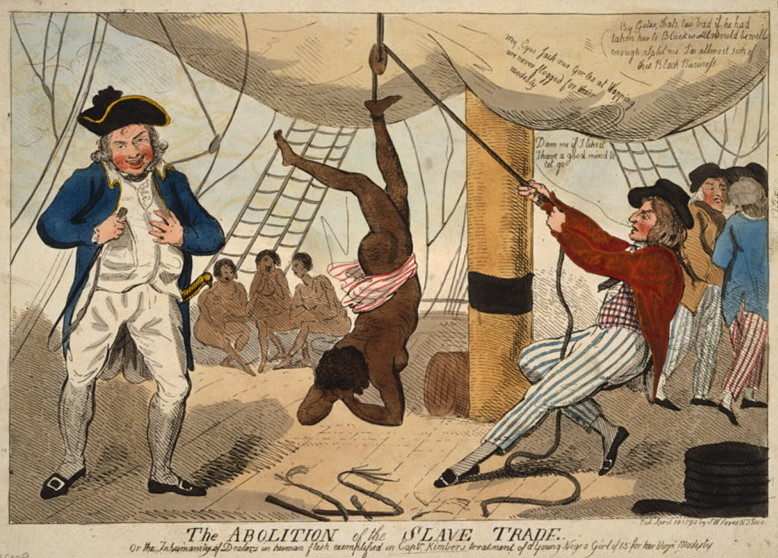
Mise à mort d'une jeune fille de 15 ans par le capitaine (en) John Kimber, sur le pont du navire britannique Recovery (1792),.

Le taux de mortalité à bord des négriers pour le commerce triangulaire est de 15 % en moyenne au milieu du XVIIIe siècle et ira en s'améliorant. Les archives montrent que lors de ces traversées, les enfants sont moins résistants que les hommes et que les hommes sont moins résistants que les femmes, même si les mères captives allaitent leurs petits et manquent elles-mêmes de nourriture, de lait et de force.
Les conditions de vie sur les navires négriers se révèlent donc souvent abominables. L'historien Yvan Matagon résume dans la revue « Historia » la campagne de la Licorne, de Bordeaux, qui entre janvier 1787 et avril 1788 va prendre livraison d'une cargaison de « bois d'ébène » (Noirs) dans l'océan Indien et la débarque à la colonie française de Saint-Domingue. Le récit tourne autour de deux obsessions : trouver le plus de marchandise et avoir le moins de perte possible. Finalement, après des aléas, le capitaine de la Licorne n'aura à supporter que 10 % de perte humaine.

## Histoire d'un navire négrier

### L'Adelaïde
« L'Adelaïde est un vaisseau de 4e rang construit à Toulon par le maître constructeur François Coulomb entre décembre 1697 et le 10 janvier 1699, date de son lancement. »

#### Première vie
« Ce bâtiment de 400 tonneaux, long de 37,25 m (longueur de quille : 29,06 m), large de 9,80m, ayant un creux de 4,38 mètres et un tirant d'eau de 4,71 mètres, avait un équipage réglementaire de 6 officiers et 200 hommes (...). D'abord armé de 44 canons jusqu'en 1702, il eut ensuite une batterie de 36 canons (18 canons de 12 livres et 18 canons de 6 livres), puis de 30 canons au moment de son naufrage.
Présent à Toulon lors du siège de 1707, il est probablement submergé pour éviter le bombardement anglais et renfloué en novembre 1707.
Entre 1708 et 1709, il est sans doute affrété à la Compagnie du Cap Nègre et participe au ravitaillement en blé du pays (...) au cours de la guerre de Succession d'Espagne. »

#### Seconde vie
« En 1711, il est utilisé par la Compagnie des Indes Orientales.

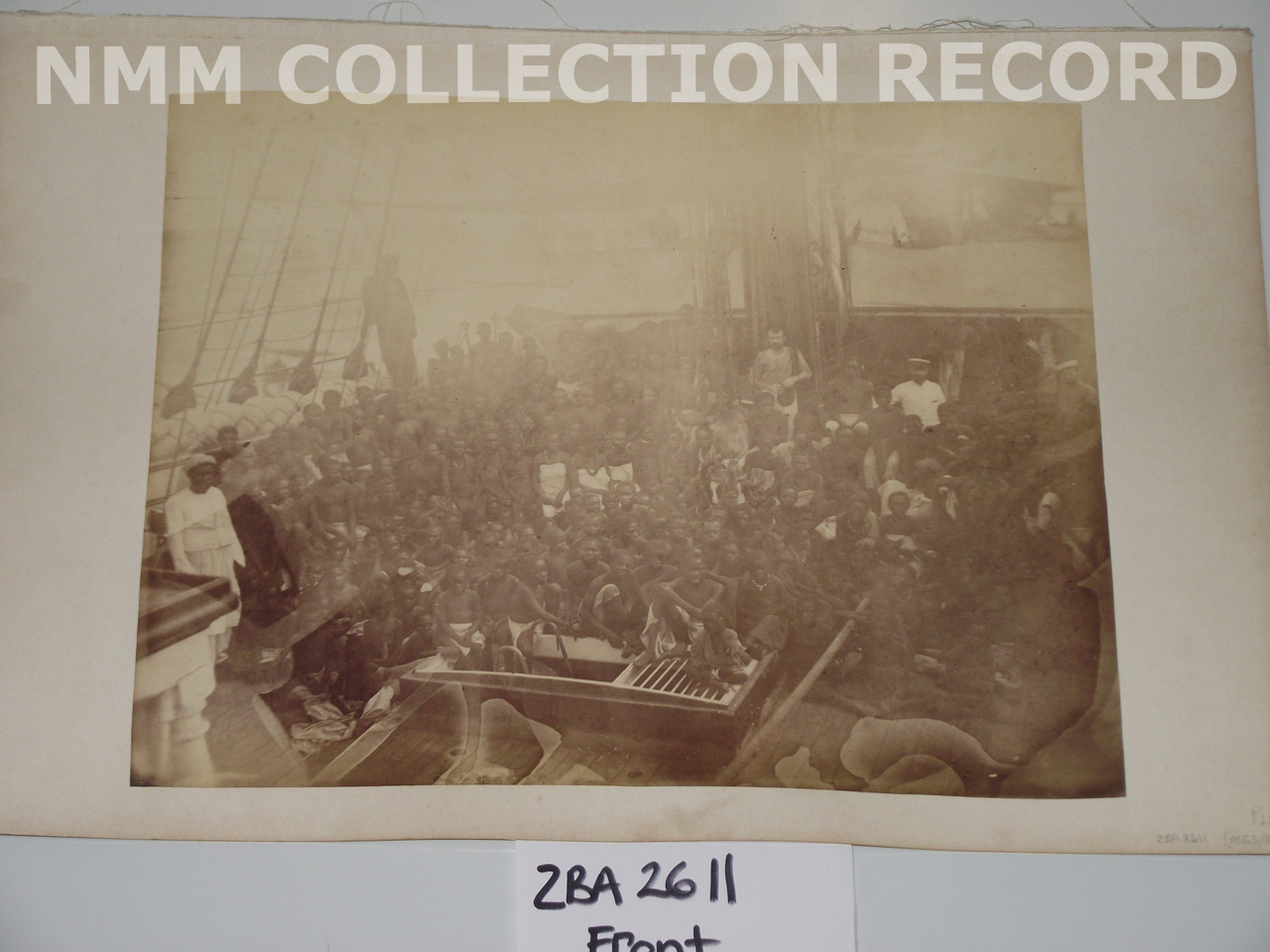
Esclaves (majoritairement des enfants) à bord d'un négrier (1885).

Puis à partir de 1713, il est affrété à la Compagnie de l'Asiento et armé à Port-Louis. Il est commandé par de Champmoreau - l'équipage est alors de 130 hommes et l'armement de 30 canons.
Lors de son voyage de traite, il part à une date inconnue, effectue sa traite à Ouidah (Bénin), le 1er février 1714 puis à Jacquin entre le 21 mai et la fin juillet.
Trois cents esclaves (ou 328 ?) sont vendus à Léogane (Saint-Domingue), deux esclaves meurent pendant la vente.
Ensuite, l'Adelaïde appareille pour la Havane (Cuba) le 1er octobre 1714. Pris dans un cyclone tropical, il fait naufrage sur le Cap Corrientes, le 10 octobre 1714. »
Source : Route de l'esclave, Archéologie sous-marine - « La mémoire engloutie du triangle de la traite »

## Histoire d'une expédition négrière

### LePatriote
Le Patriote est un navire négrier armé par les frères Journu de Bordeaux, ayant pour capitaine en chef Ichon et pour second Paul Alexandre Brizard.

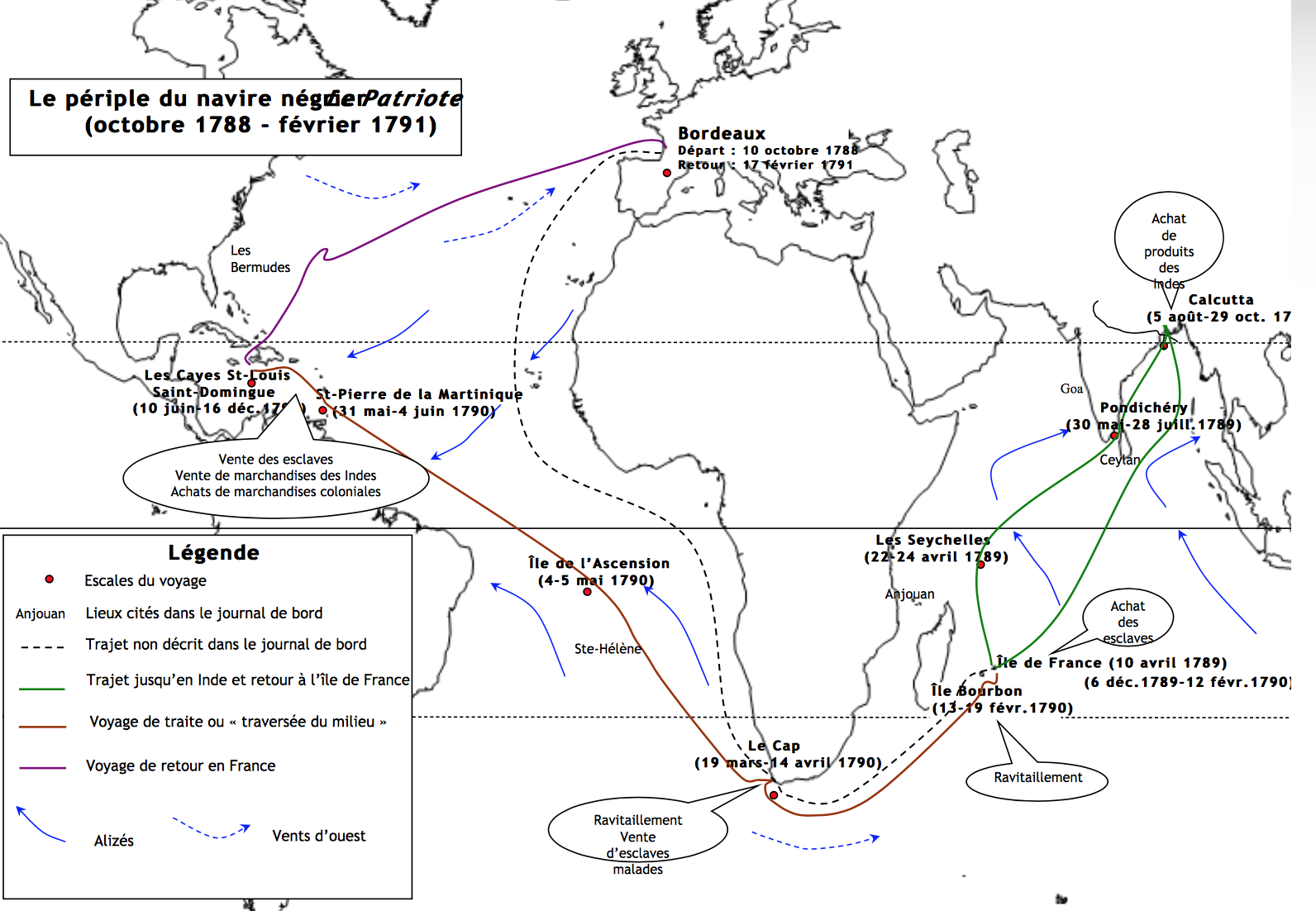
Périple du voyage de commerce triangulaire du Patriote entre 1788 et 1790, illustration Ph. Gardey.

Le bâtiment quitte la Gironde le 10 octobre 1788 et navigue sur l'Océan Atlantique jusqu'à l'île de Sainte-Hélène puis il descend jusqu'à la pointe du continent africain, au Cap de Bonne-Espérance.
Lors de cette escale, le capitaine Ichon déserte et ne réapparaît plus. C'est alors Brizard, capitaine second, qui reprend le commandement du navire et poursuit le voyage.
Il contourne le cap africain pour barrer à Nord-Est afin d'atteindre d'abord Anjouan (Comores) dans l'Océan Indien à une date inconnue puis l’Île-de-France (Maurice), le 10 avril 1789.
Il appareille ensuite au Nord pour les Seychelles où il reste du 22 au 24 avril.
Une semaine plus tard, il accoste probablement à Goa (colonie portugaise) et certainement à Pondichéry (Compagnie française des Indes Orientales) au Sud-Est de l'Inde, le 30 mai et y mouille près de deux mois, jusqu'au 28 juillet.
Le Patriote remonte ensuite l'Océan Indien pour entrer dans le golfe du Bengale jusqu'à Calcutta qu'il touche sept jours plus tard, le 5 août et où le capitaine achète des produits des Indes.
Le navire appareille le 29 octobre pour le début de son trajet de retour et met plus d'un mois pour toucher à nouveau à l'Île-de-France, le 6 décembre 1789, et y rester le temps d'acheter 216 Noirs ; il en repart le 12 février 1790.
Il fait ensuite escale à l’île Bourbon (La Réunion) pour s'y ravitailler entre les 13 et 19 février 1790.
Il appareille à nouveau pour le Cap de Bonne-Espérance qu'il joint le 19 mars, afin de compléter son ravitaillement et y vendre 14 de ses esclaves malades ; il en repart presque deux mois plus tard, le 14 avril 1790.
Il effectue alors la « traversée du milieu » (ou voyage de traite) en s'arrêtant à l'île de l'Ascension au milieu de l'Atlantique, les 4 et 5 mai 1790.
A la toute fin du mois de mai, il est en vue des Amériques aux Antilles et accoste à Saint-Pierre de la Martinique dans les Caraïbes et y stationne jusqu'au 4 juin 1790 pour y vendre une partie de ses esclaves.

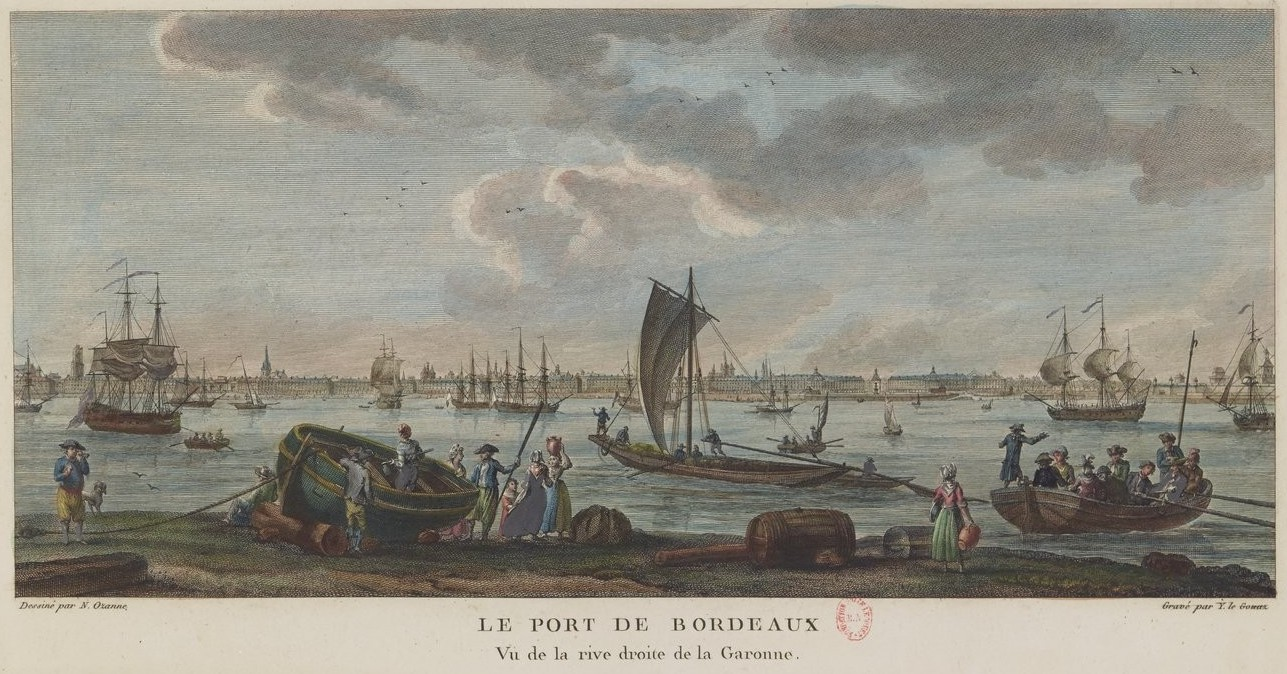
Le port de Bordeaux, N. Ozanne, gravure Y. Le Gouaz (1776).

Il repart en direction des Cayes Saint-Louis à Saint-Domingue (Haïti) qu'il rejoint le 10 juin, afin d'y vendre semble-t-il avec difficulté le reste de ses d'esclaves, une partie de ses marchandises achetées aux Indes et y acquérir des marchandises coloniales (probablement du tabac) qui montent en tout à 312 tonneaux dans ses cales. Cette escale de transactions commerciales à Domingue dure six mois et le navire reprend la mer le 16 décembre 1790.
Il effectue alors directement son voyage de retour en France et parvient à Bordeaux le 17 février 1791.
Le périple du Patriote dure donc deux ans et quatre mois avec de multiples escales (dont une de six mois à Saint-Domingue) et n'est pas de tout repos, ni très lucratif : le capitaine Ichon déserte en route ; le capitaine second ne peut vendre que 155 Noirs (dont une partie malades) sur les 312 qu'il avait achetés et embarqués car 61 d'entre eux sont mortes de maladies ou à cause des intempéries pendant la traversée,,,.

## Révoltes d'esclaves

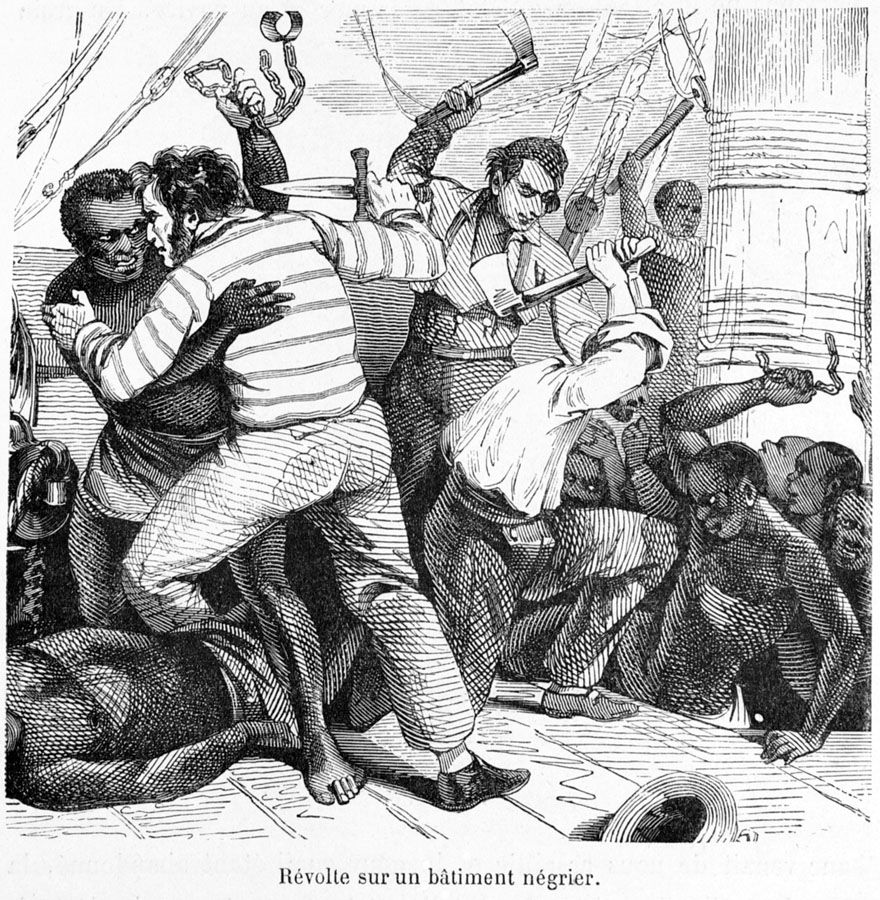
Révolte sur un navire négrier, par Auguste Trichon (gravure de 1883).

Certains navires négriers sont le théâtre de révoltes des captifs pour lesquels il n'y a peut-être rien à perdre. Dans le golfe de Guinée par exemple, il y a au moins une insurrection tous les huit à dix voyages pour les négriers hollandais, et une tous les vingt-cinq voyages pour les Français. La différence entre les deux tient au fait que ces derniers ont des navires moins remplis.
Parmi les mutineries célèbres :
- 1738 - L'Affricain (sic), navire français armé par Charles Trochon, où six jours après l'achat de 21 nègres à des Anglais aux Iles Bananes (Sierra Leone), une révolte éclate à bord : plus de la moitié des captifs et deux négriers mourront[5]
- 1766 – Henriette, navire français de Nantes, effectue sa traite en Gambie. La révolte des captifs massacre l’équipage. Le second d'un précédent navire échoué en 1765 sur le banc de Saint Gonard à l’entrée de la rivière de Gambie, la Jeune Reine, prend le commandement et échoue le navire devant Albreda, une enclave française en Gambie[73].
- 1766 – Meermin, flûte hollandaise de 450 tonneaux (capitaine Gerrit Christopher Muller, armateur Compagnies Hollandaise des Indes Orientales - VOC), avec un équipage de 62 hommes, transporte 160 esclaves de Madagascar vers le Cap (Afrique du Sud). Une révolte éclate ; les esclaves tuent la moitié de l'équipage et prennent le contrôle du navire mais ne peuvent en maîtriser la conduite. Après plusieurs péripéties, le navire fait finalement naufrage près du Cap des Aiguilles réputé pour ses récifs. 112 esclaves et 32 membres d'équipage sont rescapés. Néanmoins, les esclaves survivants sont menés à leur destination du Cap par voie terrestre et mis au travail. Trois des meneurs sont emprisonnés et le capitaine du navire reconnu coupable de négligence est déshonoré[73].Représentation de la révolte sur La Amistad en 1839.

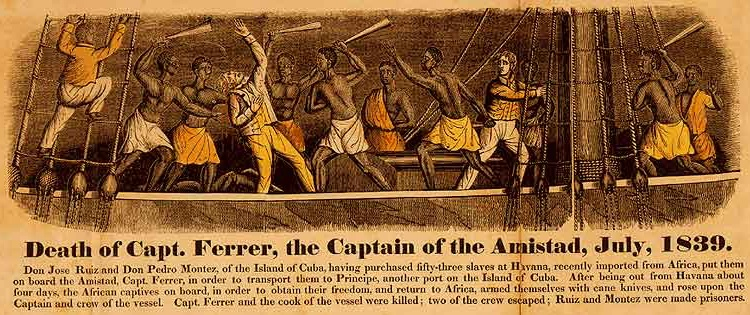
Représentation de la révolte sur La Amistad en 1839.

- 1839 - La Amistad, goélette américaine qui a été utilisée par des Espagnols dans la traite des Noirs aux Caraïbes, et dont le capitaine a été tué lors d'une mutinerie par des captifs africains en 1839.

## Liste de navires négriers
On ne saurait lister les milliers de navires qui se sont, un jour ou l'autre, adonnés à ce trafic. Cette liste se bornera à quelques navires caractéristiques ou connus,,.

### Français

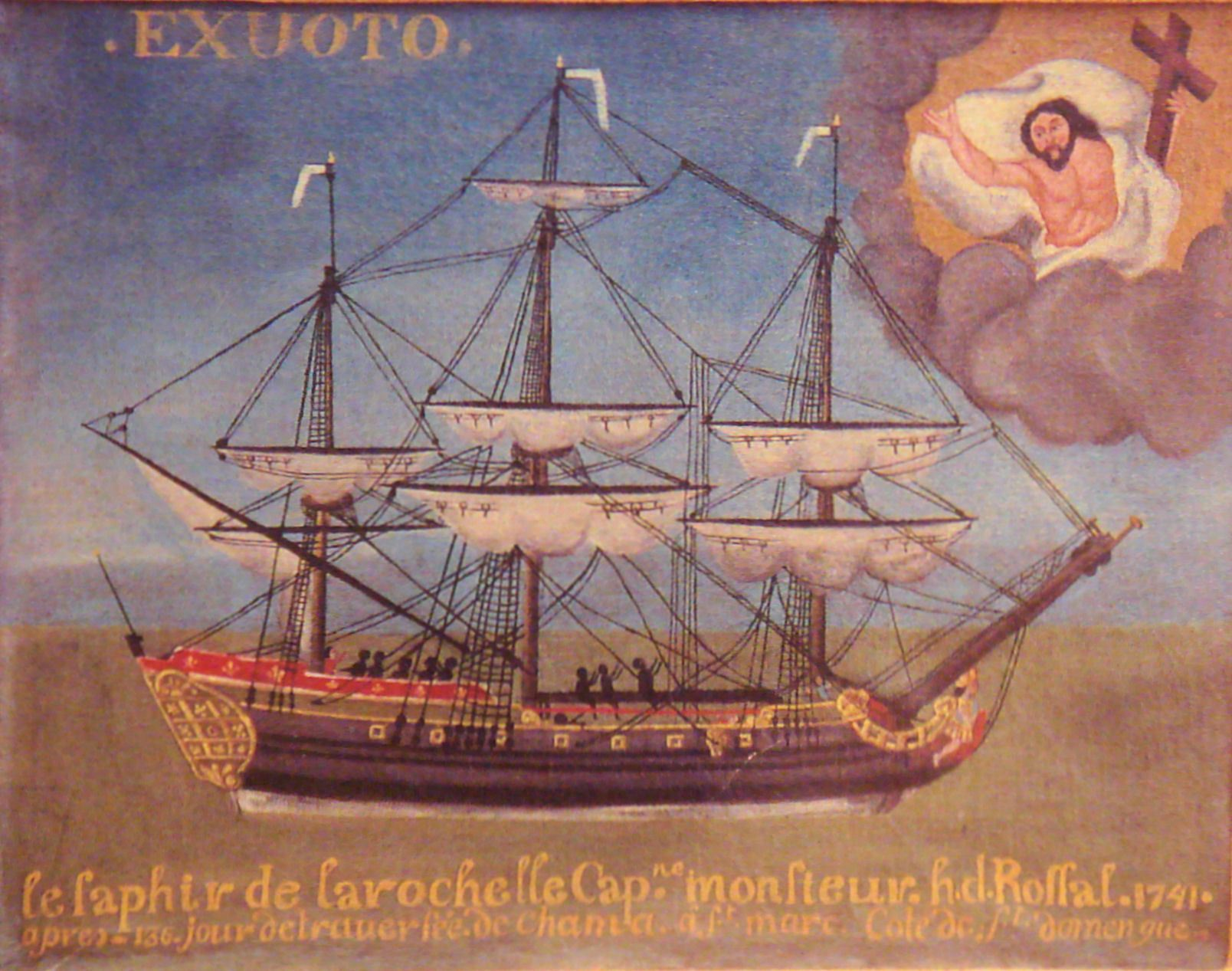
Ex-voto du navire négrier Le Saphir de la Rochelle, où figurent des captifs sur le pont (« après 136 jours de traversée ») (1741), huile sur toile conservée à la Cathédrale de La Rochelle.

- L'Espérance transporte sa cargaison de captifs dans la colonie portugaise du Brésil. Une première mention de cette expédition négrière au départ de La Rochelle date des années 1594-1595[78].
- La Concorde (futur Queen Anne's Revenge), navire à voiles de 200 tonneaux de 1710 sous le nom de Concord, capturé par les Français en 1711 et converti en négrier sous le nom de La Concorde, appartenant à l'armateur nantais René Montaudouin. Se rendant des côtes de Guinée à La Martinique, il est capturé en 1717 par le pirate B. Hornigold près de l'île de Béquia dans l'archipel des Grenadines aux Antilles pour devenir sous le nom de Queen Anne's Revenge, le navire amiral du pirate anglais dit Barbe Noire (Edward Teach). Il fait naufrage en 1718 près de Beaufort (Caroline du Nord).

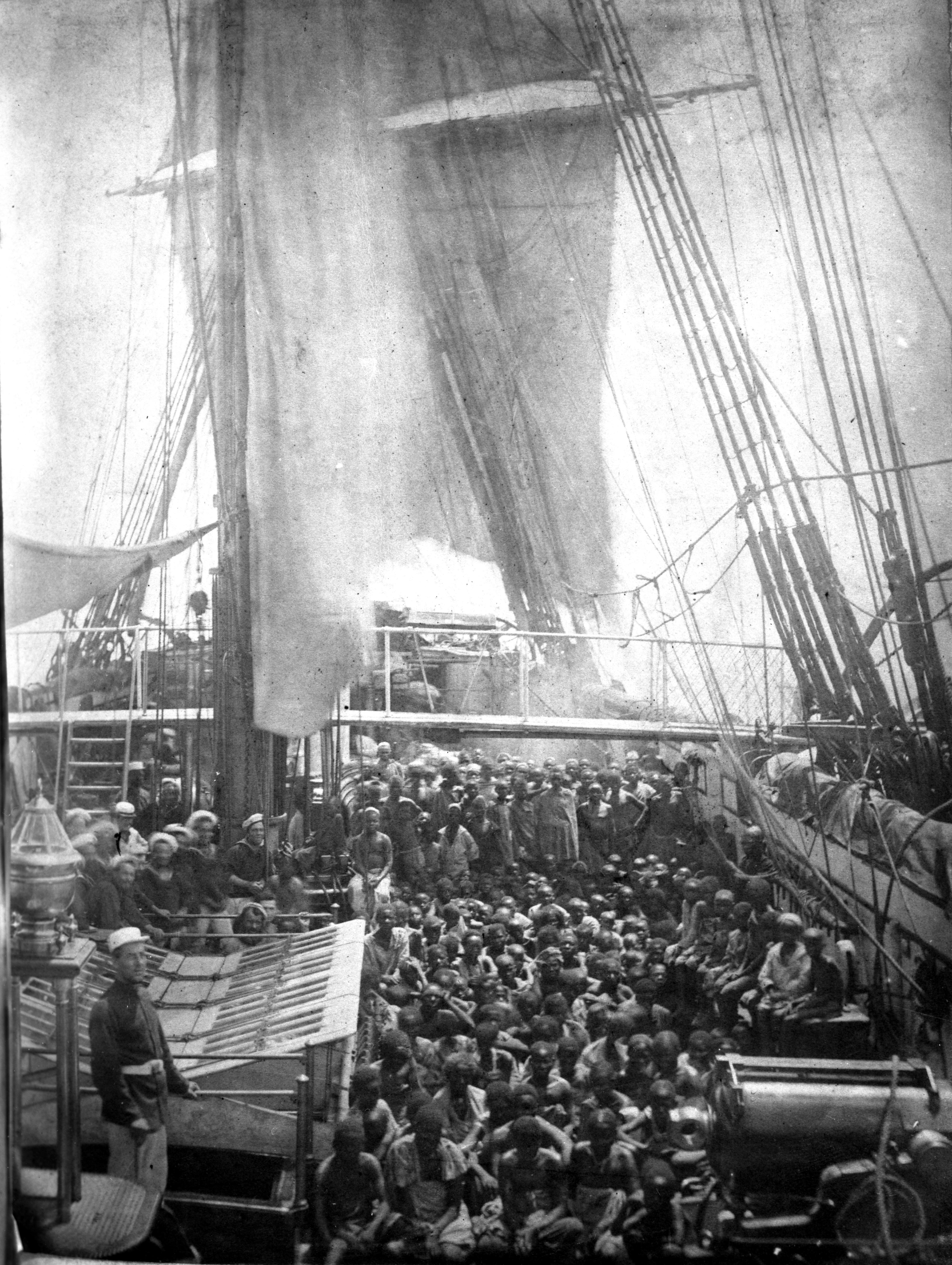
Jeunes captifs rescapés par le Britannique HMS Daphne sur les côtes d'Afrique de l'Est (1868).

- L'Expédition, navire de la Compagnie des Indes, quitte Le Havre en août 1724, fait escale à Lorient puis à Gorée, Mezurade (Libéria) et Ouidah pour acquérir 138 esclaves africains mais du fait de la sous-alimentation et du scorbut, 52 % d'entre eux meurent, puis le navire séjourne plusieurs mois (attente de paiement des colons, réfection du navire, pluies...) au port de Cayenne pour rentrer en France en juin 1726[41].
- Saint-Géran, navire de la Compagnie des Indes, transportait 30 esclaves devenus naufragés à l'île Maurice en 1744.
- L'Utile, navire de commerce bordelais de la Compagnie française des Indes orientales, devenu frauduleusement négrier en 1761 puis ayant fait naufrage, a abandonné ses captifs malgaches sur l'île hostile de Tromelin.
- La Marie Séraphique, brick négrier nantais de 1765 sous le nom de Dannecourt et racheté par l'armateur Jacques-Barthélemy Gruel qui lui donne en 1769 le prénom de sa défunte épouse : Marie-Séraphique[77] ; il servira de modèle à François Bourgeon pour sa bande dessinée Les Passagers du vent.
- Les Deux Associés, bâtiment de commerce aménagé pour le trafic d'esclaves, transformé en ponton à Rochefort à l'effet d'internement de religieux réfractaires durant la Révolution française[79],[80].
- Le Washington, bâtiment de commerce aménagé pour le trafic d'esclaves, transformé en ponton à Rochefort à l'effet d'internement de religieux réfractaires lors de la Révolution française[79],[80].
- L'Aurore, malouin naufragé après une tempête en 1790 dans le canal du Mozambique, seuls l'équipage et des 400 captifs africains, les femmes et enfants qui sont sur le pont en échappent mais les Noirs enchaînés en cales meurent noyés[81].

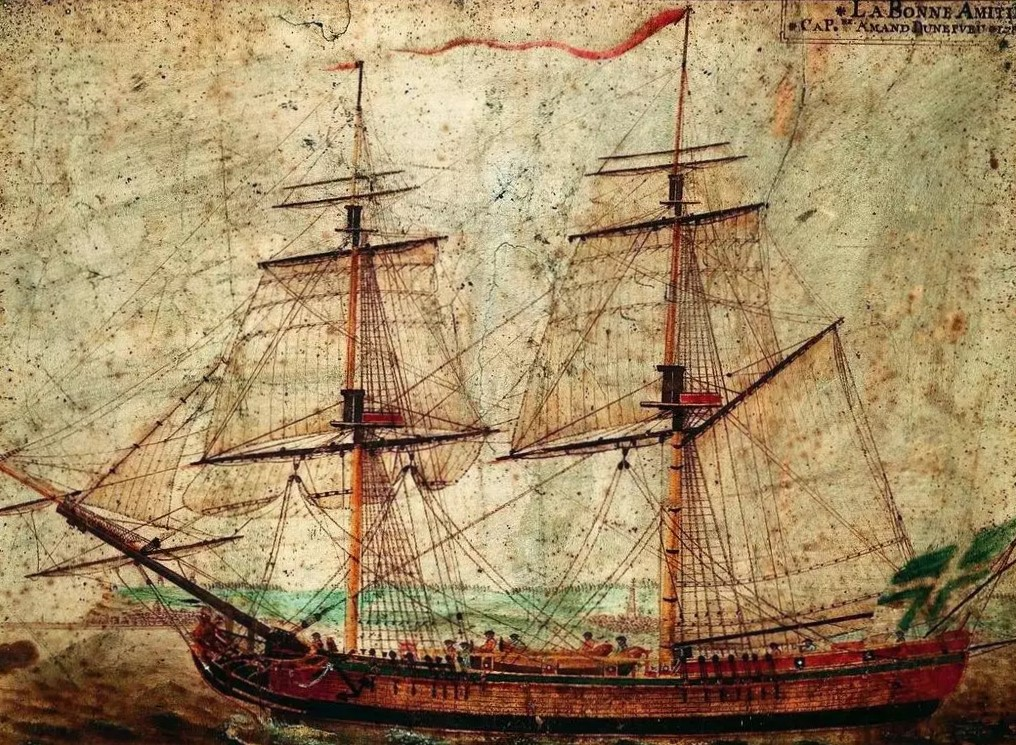
Le brick négrier La Bonne Amitié, construit à Honfleur, 1786.

- Le Patriote, navire armé par la société bordelaise Journu Frères, dirigé par le capitaine P.-A. Brizard lors de l'expédition de 1788-91 l'ayant conduit des Indes occidentales et aux Antilles pour acheter et vendre diverses marchandises dont 312 Noirs dont 61 sont morts en cours de route[38],[39],[74].
- Le Tourville, brick qui est le dernier navire en France à réaliser une expédition négrière transportant ses captifs de Guinée vers le Brésil, en 1849[82],[83],[84].
- La Reine de Podor, navire négrier appartenant à Jean Guérin l'Aîné, armateur de Rochefort.
- Le Saphir, navire négrier de La Rochelle.
- L'Aurore (en) les Duc du Maine (en), deux navires négriers construits en 1707 à Saint-Malo (Compagnie des Indes orientales) pouvant contenir chacun 600 captifs, et ayant été les deux premiers vaisseaux à apporter des esclaves africains en Louisiane.
- La Bonne Amitié, brick construit à Honfleur et propriété des La Coudrais. Lors de son voyage de traite de 1786 à 1788, il embarque 424 captifs dans l'estuaire de Sierra Leone, et en vend 318 aux Cayes, dans la colonie de Saint-Domingue, faisant apparaître un taux de mortalité de 25%[85].

### Britanniques

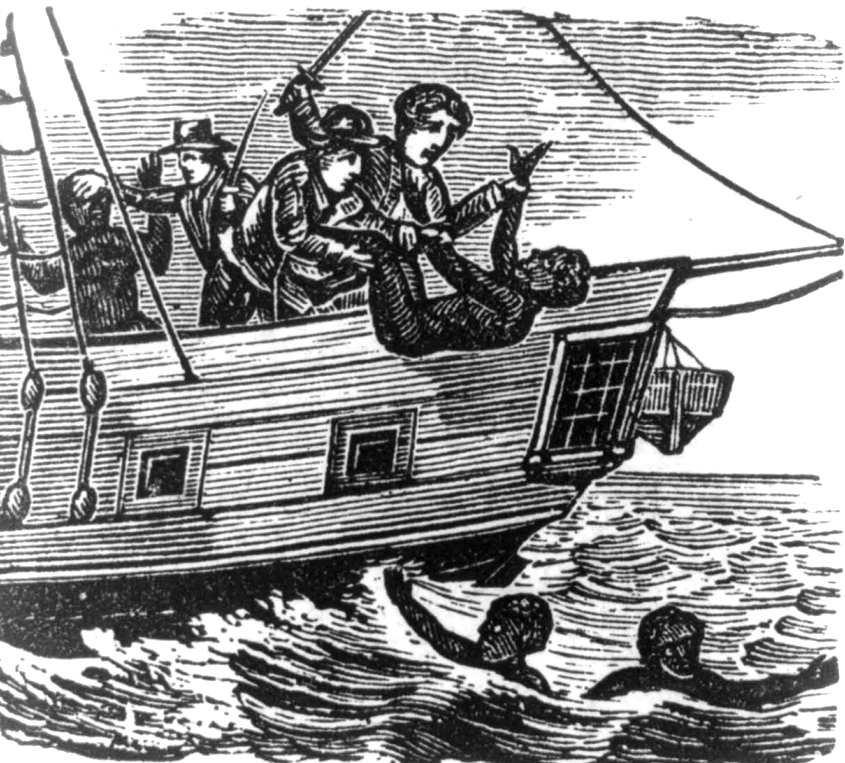
Massacre des esclaves du navire Zong, jetés par-dessus bord (1781).

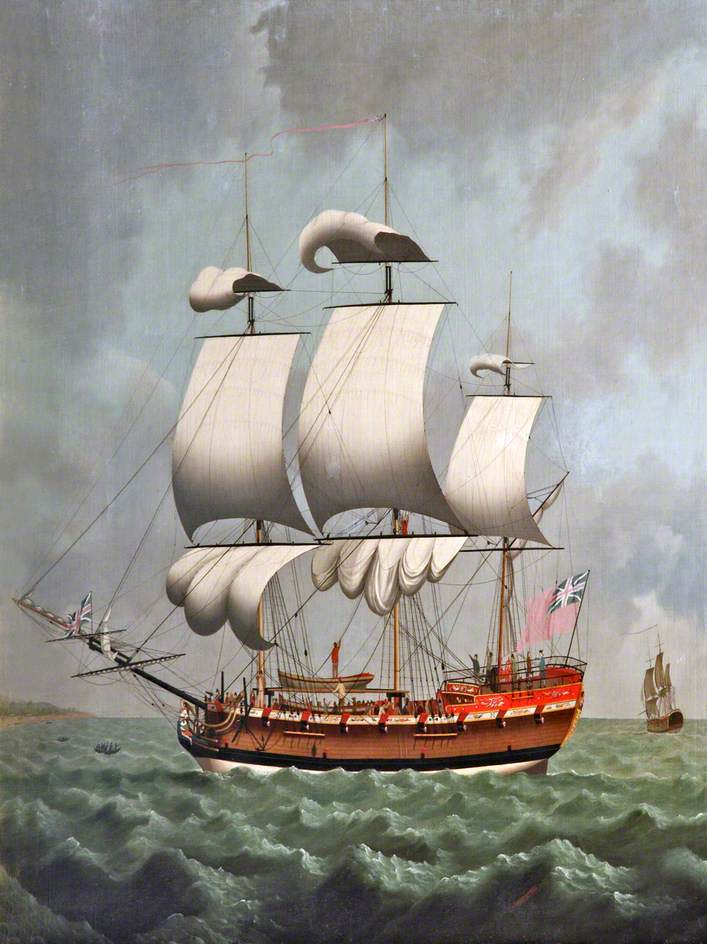
Navire négrier de Liverpool (R.-U.), W. Jackson, the National Museums Liverpool.

- Navire négrier de Liverpool (R.-U.), W. Jackson, the National Museums Liverpool.Henrietta Marie, négrier anglais coulé (épave retrouvée) en Floride sur le New Ground Reef en 1700
- Sea Horse, un 230 tonnes, armé par la South East Company , parti de Londres le 9 juin 1726, transporte 138 esclaves sur les 169 initialement achetés à Madagascar ; après 12 mois de traversée, il fait naufrage le 29 septembre 1728 à l'extrémité de l'île Gorriti près de Maldonado, en Uruguay puis est pillé.
- Brookes, dans les années 1780, pour les plans qui en subsistent.
- Zong, 1781, il est connu pour avoir massacré les captifs qu'il transportait à cause de la pénurie d'eau sur le navire.
- Le Recovery (« Reprise ») est un navire négrier de 189 tonnes construit à Bristol en Angleterre[86]. Pour son voyage de traite, son capitaine est John Kimber[70] et le médecin du navire s'appelle Thomas Dowling. Le Recovery voyage en 1791 du port de Bristol à New Calabar en Afrique de l'Ouest où il recueille environ 300 esclaves qui devaient être vendus à la Grenade aux Petites Antilles dans les Caraïbes. Ensuite, le navire quitte l'Afrique le 1er septembre et arrive à la Grenade le 28 octobre, date à laquelle 27 des esclaves embarqués sont morts[87].

### Néerlandais

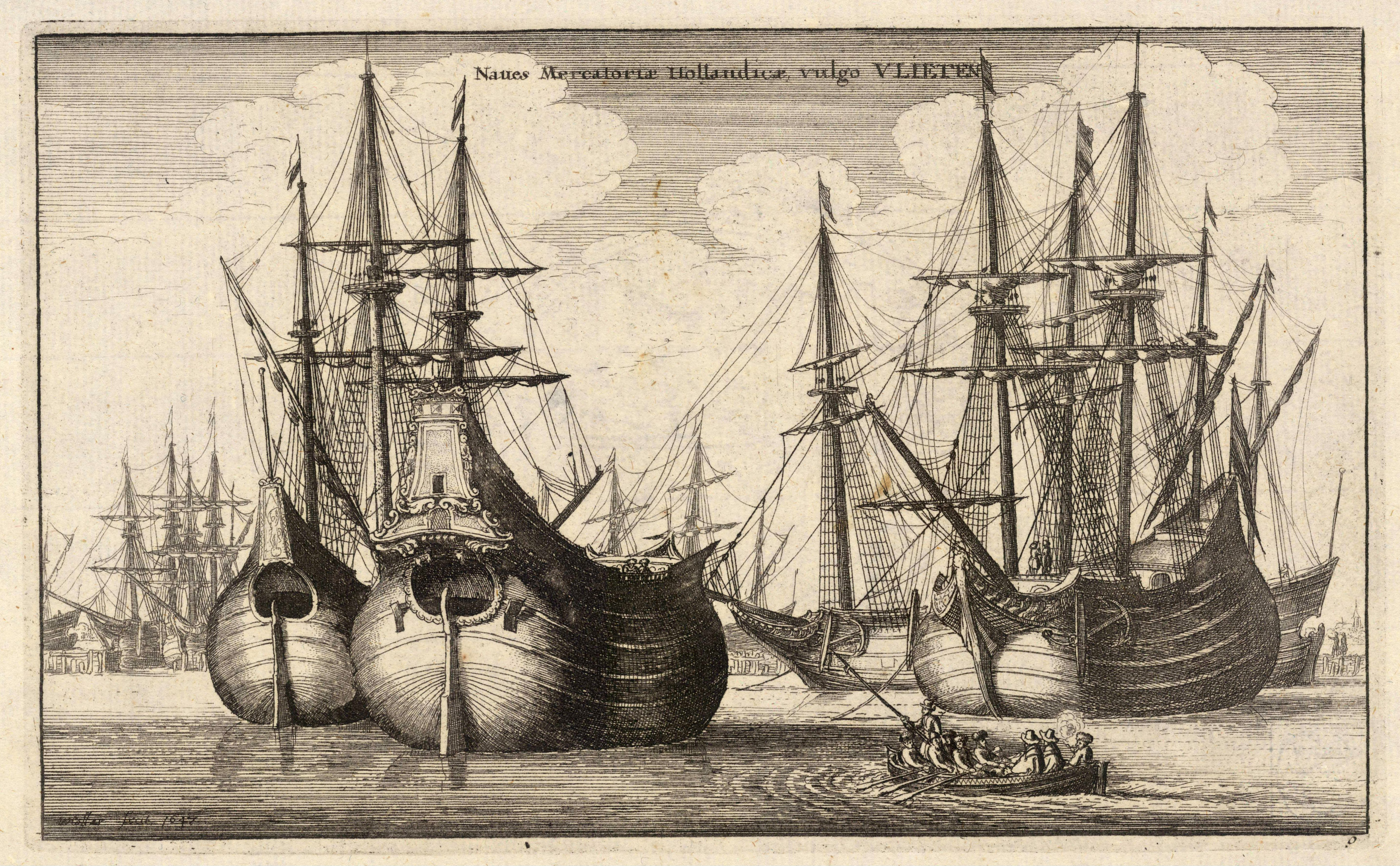
Flûtes hollandaises, telles que le Meermin (1677).

- Flûtes hollandaises, telles que le Meermin (1677).Meermin, navire dont les esclaves se sont révoltés[73] (voir supra).
- Leusden, qui s'échoue en 1738 au large de l'embouchure du Maroni, menant à la mort de 664 esclaves.

### Autres nationalités

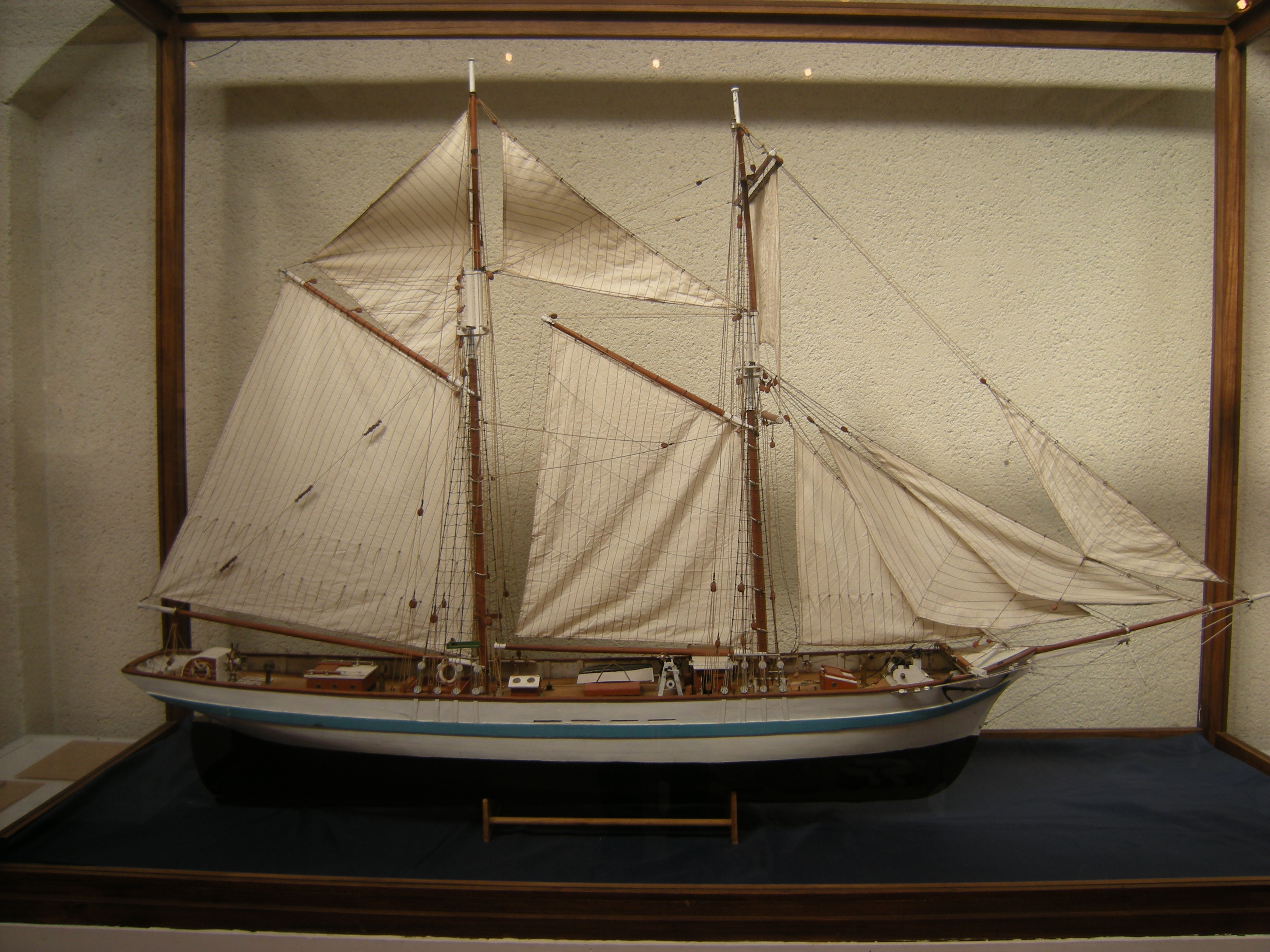
Maquette du Rovodoa, navire négrier brésilien racheté par un Paimpolais pour devenir la première goélette de pêche en Islande sous le nom dOccasion, musée de la mer de Paimpol.

- Kron-Printzen, danois, coulé en 1706 avec 820 esclaves.

- Tecora, portugais, qui a amené les esclaves qui se révolteront sur La Amistad[88].

- Princesa Luiza, portugais naufragé en 1742 sur la côte de l'île de Mayo dans l'archipel du Cap Vert et transportant des défenses d'ivoire (récupérées sur l'épave).
- Fredensborg, dano-norvégien, naufragé en 1768 au large d'Arendal en Norvège ; il existe un livre de Leif Svalesen sur cette expédition.
- Antelope (en), espagnol, capturé près de la Floride en 1820 avec 283 esclaves. Il a soulevé une célèbre affaire judiciaire, l'arrêt Antelope.
- James Matthews, portugais coulé au large de Freemantle en Australie en 1841.
- Rovodoa, brésilien, négrier racheté en 1848 par un Français et reconverti en bateau de pêche.
- Wildfire, américain, 1860, barque arraisonnée en Floride par l'US Navy avec 450 esclaves[89].
- Clotilda, américain, considéré comme le dernier navire négrier à avoir accosté aux États-Unis, en 1860[90].

## Navire négrier et «coolies» ou engagés
Il va sans dire que dès l'abolition de l'esclavage au XVIIIe siècle, les bateaux négriers furent souvent utilisés pour transporter des coolies ou engagés (venant d'Inde) qui vinrent remplacer les esclaves dans divers endroits du monde[réf. nécessaire].

Un coolie ship anglais, Volga II (XIXe siècle)

Pour attirer une nouvelle main d'œuvre, cette fois libre mais miséreuse venue d'Inde vers les colonies américaines, les colons font miroiter aux futurs coolies ou engagés de bonnes conditions de voyage, un bon salaire et une vie meilleure dans un beau cadre de travail. Certes, ils ne voyagent non plus systématiquement à fond de cale (sauf pendant les intempéries) et enchaînés comme les esclaves. Ils se trouvent dans le passavant ou l'entrepont, mais parfois dans les cales, au milieu des denrées, telles que le riz ou les grains secs, que ces navires transportent aussi.
Les engagés ont à subir de nombreux maux, tels que les mauvais traitements, des injures, des agressions et des viols, qui rappellent les pires heures de la traite négrière. Des maladies aussi déciment un bon pourcentage des coolies.
Cependant, des instructions sont données aux transporteurs de ne plus considérer les engagés comme des esclaves, même si les mauvais traitements restent légion. Le but est toujours d'avoir le moins de perte humaine possible lors d'une traversée mais les conditions du transport maritime restent mauvaises. Les Indiens sont donc « mieux traités que les Noirs et le taux de mortalité moyen des coolies ships reliant l’Inde à l’Amérique est de 2,7 %, selon l’historien Jacques Weber ».
Les propriétaires français des îles font appel dès 1827 à ces travailleurs libres mais en 1839, l’émigration indienne est interdite, puis autorisée à nouveau en 1849 sous réserve d’améliorations et en 1852, elle est même encouragée par le gouvernement à l'aide de primes par émigrant indien débarqué.
Nathacha Appanah, romancière, a mis en scène le voyage océanique des coolies sur un navire de l'époque, dans Le Rocher de Poudre d'Or. L'écrivain indien Amitav Ghosh situe le voyage épique des coolies sur un bateau négrier converti en navire marchand dans son dernier roman, Un océan de pavots. Dans Cale d'étoiles, le premier texte littéraire et poétologique[Quoi ?] de l'engagisme, le sémiologue Khal Torabully met en avant la centralité de la traversée des coolies[réf. souhaitée]. Le bateau est considéré comme un espace permettant l'émergence d"un nouvel humanisme. Il met aussi en avant le passavant comme un espace emblématique de l'entre-deux, signifiant une vision du monde où des identités passées sont renégociées dans une volonté de solidarité par-dessus les cloisons sociales, linguistiques et religieuses traditionnelles[réf. souhaitée].

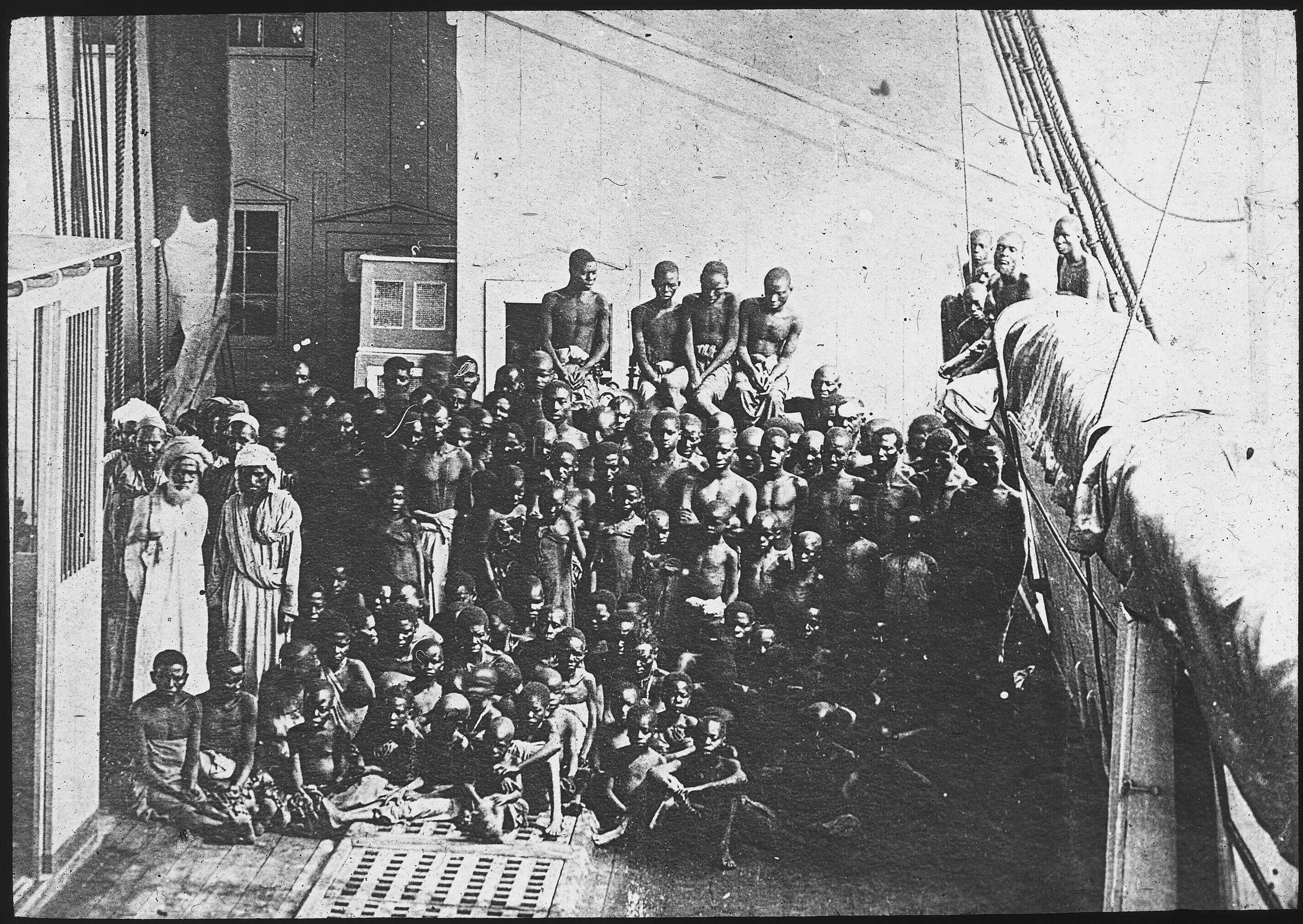
Groupe d'esclaves libérés de la traite arabe par la Royal Navy, sur le pont du HMS London à Zanzibar (1882).

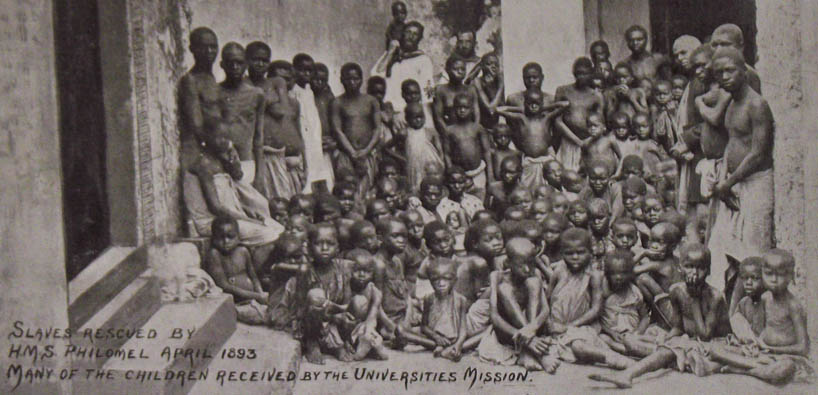
Très jeunes captifs noirs rescapés de la traite, grâce au (1893).

## Après l'abolition de la traite
En France, le décret d'abolition de l'esclavage du 4 février 1794 reste très ambigu sur la question de la traite. Napoléon Bonaparte, alors Premier Consul, le fait abroger, avec la loi du 20 mai 1802.
La traite négrière est abolie au Royaume-Uni en 1807 avec un apprentissage institutionnel jusqu'en 1833, et aux États-Unis en 1808 mais il faut attendre la Guerre de Sécession de 1865 pour une abolition générale et définitive.
Au Congrès de Vienne de 1815, la France, l'Espagne, le Portugal et les Pays-Bas s'engagent dans ce même sens.

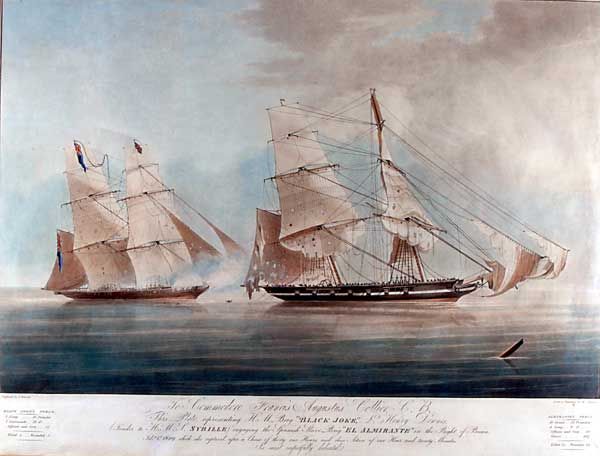
HMS Black Joke tirant sur le négrier espagnol Slaver El Almirante (1827).

Malgré son abolition, la traite négrière transatlantique continue à se pratiquer sans vraiment se cacher. Pour ne parler que de lui, le gouvernement français doit promulguer des ordonnances successives (1817, 1818, 1827, 1831...) pour l'interdire mais les armateurs français n'en ont cure et considèrent que poursuivre la traite, c’est « faire acte de patriotisme », surtout face à l'adversaire de toujours, les Britanniques, précurseurs dans l'abolition.

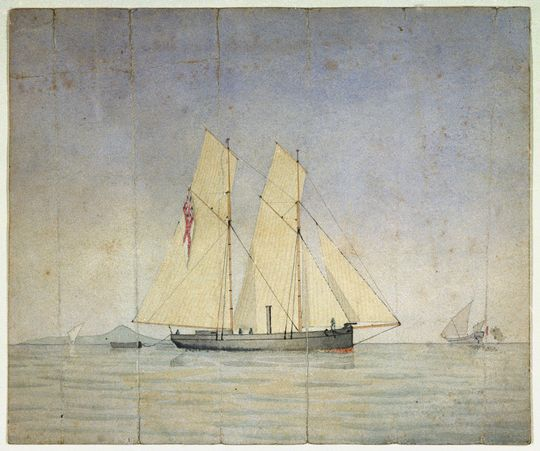
Pinasse gréée en goélette pourchasse les négriers (v. 1880).

La traite devenue illégale peut néanmoins en toute légalité et contradiction se procurer sur le marché tous les éléments nécessaires à l'armement négrier et à la traite comme des « fers à nègres », et des navires négriers s'arment sans se cacher du commissaire maritime ou des autorités. D'ailleurs, après l'interdiction, Nantes semble mettre les « bouchées doubles » et expédie 305 navires négriers sur les mers, soit presque autant qu'au temps où cette activité était légale : 42,5 % des 717 navires français répertoriés sur plus d'un siècle et demi.

33 enfants esclaves sur le pont d'un des navires négriers interceptés par le vaisseau HM Racoon (1901).

Les gouvernements tant français que britannique prennent alors des mesures plus coercitives dès 1820 (qui s'avèreront plus efficaces après 1830) pour réprimer le phénomène. La marine royale française et la Royal Navy envoient des bâtiments de guerre modernes comme le (en) HMS London (en 1878 au large de Zanzibar) ou le (en) HMS Black Joke pour la répression des navires négriers en mer et sur les côtes d'Afrique occidentale, qui sont pour leur part devenus plus rapides et résistants grâce notamment à l'adjonction de plaques de cuivre sur la coque.
Ce faisant, les marines royales européennes arraisonnent des navires négriers européens mais aussi arabes chargés de leur cargaison humaine. Entre 1807 et 1860, les navires britanniques parviennent à capturer 1 600 navires négriers et à libérer environ 160 000 esclaves. Cette chasse, qui en ce qui concerne la lutte contre la traite arabe qui subsiste, se prolonge donc bien après cette période, permet aussi à l'Angleterre d'étendre sa domination sur les mers.

## Aujourd'hui
De nos jours, des chercheurs et archéologues maritimes sont spécialisés dans la recherche et la découverte d'épaves de ces navires négriers abîmés en mer du temps de la traite négrière, et dans leur exploitation. C'est le cas du Groupe de recherche en archéologie navale (GRAN) ou du Slave Wrecks Project (SWP).
Les restes qu'ils en découvrent donnent naissance à des bases de données et enrichissent l'historiographie,.

### Ouvrages généraux
- Gaston Martin, Nantes au XVIIIe siècle, l'ère des négriers, 1714-1774, Paris, 1993, Karthala  (ISBN 2-86537-440-8)
- Éric Saugera, Bordeaux, port négrier, XVIIe – XIXe siècles, Paris, 2003, Karthala  (ISBN 2-86537-584-6)
- Éric Saugera, La Traite des noirs en 30 questions, La crèche, Gestes éditions, 1998  (ISBN 2-910919-63-3)

Pour différencier les références à chacun de ces deux ouvrages, le nom de l'auteur est suivi de (Bx) pour le premier et (30) pour le second.
- Olivier Pétré-Grenouilleau, Les Traites négrières, Paris, Gallimard, 2004  (ISBN 2-07-033902-5)
- Marcus Rediker (trad. de l'anglais), À bord du négrier : Une histoire atlantique de la traite [« The Slave Ship: A Human History »], Paris, Seuil, 2013, 548 p. (ISBN 978-2-02-109290-5).
- Patrick Villiers, Traite des Noirs et navires négriers au XVIIIe siècle, Terre et mer, Grenoble,1982.
- Hugh Thomas, La Traite des noirs, Collection bouquins, R Laffont, Paris, 2006  (ISBN 2-221-10559-1)
- Jean Meyer, Esclaves et Négriers, Découvertes Gallimard no 11, Paris, 1986  (ISBN 2-07-053018-3)
- Jean Sénat Fleury, Toussaint Louverture : Le Procès De La Traite Des Noirs, Library of Congress, Haïti, 2018,  (ISBN 978-1-98454443-8)
- Marcel Dorigny et Bernard Gainot, Cartographie Fabrice Le Goff, Atlas des esclavages, Editions Autrement, 80 pp., 2011

- Jean Boudriot, Traite et navire négrier au XVIIIe siècle, « l'Aurore » Paris, Ancre, 1984
- Jean Boudriot, Le navire négrier au XVIIIe siècle, Paris, Centre de Documentation Historique de la Marine, 1987
- Tom-Hugo Couvet, L'Alligator : l'odyssée d'un navire négrier havrais, Paris, Hémisphères, 14 avril 2021, 224 p. (ISBN 237701089X)
- Rodolphe Damon, Joseph Crassous de Médeuil - Marchand, officier de la Marine royale et négrier, Paris, 2004  (ISBN 2-84586-439-6)
- Bertrand Guillet, La marie-séraphique, navire négrier, 2009, Nantes, éditions MeMo, 187 pages  (ISBN 978-2-35289-079-9)
- Bernard Michon, "La Marie-Séraphique, navire de traite nantais au XVIIIe siècle", Encyclopédie d'histoire numérique de l'Europe - EHNE, mis en ligne le 12 septembre 2022. (consulté le 27 mars 2024).
- Eric Saugera, La Bonne-Mère, navire négrier nantais 1802-1815, 2012, Nantes, Association Les Anneaux de la Mémoire, 196 pages  (ISBN 978-2-913921-03-0)
- Michel Vergé-Franceschi (dir.), Dictionnaire d'Histoire maritime, Paris, éditions Robert Laffont, coll. « Bouquins », 2002, 1508 p. (ISBN 2-221-08751-8 et 2-221-09744-0)
- Patrick Villiers, Traite des noirs et navires négriers au XVIIIe siècle, 1982, Grenoble, Éditions des 4 Seigneurs, 161 pages  (ISBN 2-85231-079-1)

### Articles
- Max Guérout, « La Traite française vers Buenos-Aires durant la guerre de Succession d'Espagne »,
- Daniel Binaud, « Le trafic négrier de Bordeaux », février 2000
- Eric Saugera, « La traite des Noirs en 30 questions », sur Académie de Créteil, 05/01/2003[4]

### Journaux de bord
- JP Plasse, Journal de bord d'un négrier, Marseille, 2005, Ed. Le mot & le Reste  (ISBN 2-915378-12-6)
- Alain Yacou, Journaux de bord et de traite de Joseph Crassous de Médeuil, Paris, 2001, Karthala-CERC  (ISBN 2-84586-208-3)
- Alain Cadilhon (dir.), La France d'Ancien Régime. Textes et documents, 1484-1789, Bordeaux, 2003, Presses Universitaires de Bordeaux  (ISBN 2-86781-303-4) Document 70 : Le voyage d'un navire négrier bordelais au Mozambique (1787-1788)
- Yvan Matagon, Journal de bord du négrier La Licorne, Thématique Historia, 2005
- Journal de bord du navire négrier bordelais Le Patriote , Musée d'Aquitaine, lire en ligne[43],[40]
- Bernard Grunberg, Journal de la révolte des esclaves à bord de l’Affricain en 1738[5]